# Abbaye Notre-Dame d'Évron
Pour les articles homonymes, voir Abbaye Notre-Dame et Notre-Dame.
Ne doit pas être confondu avec Notre-Dame-d'Épine ou Basilique Notre-Dame de l'Épine.
L'abbaye Notre-Dame d'Évron ou abbaye Notre-Dame de l'Épine d'Évron est une ancienne abbaye bénédictine fondée au VIIe siècle à Évron, aujourd'hui dans le département de la Mayenne en France. L'abbatiale, dans son état actuel, associe des constructions s'étageant du Xe siècle au XIIe siècle ; les bâtiments conventuels datent du XVIIIe siècle. Elle est devenue église paroissiale depuis la Révolution avec la démolition de l'église Saint-Martin qui la jouxtait. Cette basilique mineure dépend du diocèse de Laval, elle est au centre du doyenné du Pays des Coëvrons et de la paroisse Notre-Dame en Coëvrons. L'abbaye est depuis 2014 le siège et le centre de formation de la Communauté Saint-Martin chargée du ministère de la basilique et de la paroisse.
Évron n'eut jamais d'autres seigneurs que les abbés sous la suzeraineté du comte du Maine. François Ier leur reconnaît en 1519 « droit de baronnie, haute justice et juridiction », en vertu de leur première fondation.

## Protections
La basilique Notre-Dame de l’Épine fait l’objet d'un classement  au titre des monuments historiques sur la liste de 1840 et en 1846 pour la chapelle Saint-Crépin. L'ancien logis abbatial datant de la fin du XVe siècle et du XVIe siècle, pour ses façades et toitures, l'ancien logis abbatial du XVIIe siècle, les vestiges de la chapelle Saint-Michel, le bâtiment mauriste du XVIIIe siècle, la terrasse et les jardins à la française font l'objet d'une inscription au titre des monuments historiques par arrêté du 26 février 1987.

## Histoire

### Fondation et légende de l'épine
La fondation de l'abbaye est documentée par le testament de saint Hadouin évêque du Mans daté de 642 qui lui accorde de nombreuses dotations et en particulier plusieurs villas au sens médiéval du terme entre la villa rupiacus du Mont Rochard et le bourg d'Aurion. Elle s'appuie sur un récit légendaire rapporté en détail au IXe siècle dans les actes des évêques du Mans : le pèlerin et l'épine. Un pèlerin de retour de terre sainte avec une relique du lait de la Vierge s'endort à l'ombre d'une aubépine après y avoir accroché sa besace contenant l'objet précieux. À son réveil l'arbre a grandi et son bagage est inaccessible. Les prières de saint Hadouin à Notre Dame font ployer l'aubépine qui dépose la relique dans les mains de l’évêque, il y voit une injonction à une fondation dédiée à Notre-Dame. Composée de moines bénédictins originaires de saint Vincent du Mans et de La Couture, elle devient un important lieu de pèlerinage. L'abbaye et l'ancien bourg d'Aurion disparaissent après les invasions bretonnes et normandes,.

### Refondation (985-989)
La refondation à la fin du Xe siècle est documentée par deux chartes : l'acte de subordination de l'abbaye Notre-Dame d'Evron à l'abbaye Saint-Père de Chartres (985 ?) du Cartulaire d'Aganon (cartulaire de l'abbaye Saint-Père de Chartres) et l'acte de restauration de l'abbaye d'Evron (989) d'après une copie tardive du cartulaire de l'abbaye d'Evron. L'abbaye est de nouveau dotée de nombreux domaines. La reconstruction de l'abbatiale débute dès la fin du Xe siècle, la crypte repérée en 1865 et redécouverte en 1985 est datée de cette époque. La nef romane (les quatre premières travées) et la tour porche sont des éléments de cette première construction. Elle permet d'accueillir un groupe de moines de l'abbaye Saint-Père de Chartes.
L'identification du restaurateur fait l'objet d'une controverse entre historiens depuis la fin du XIXe siècle ; le nom cité dans les deux chartes citées plus haut est Robert, vicomte de Blois, mais l'abbé Angot dénonce une falsification privant Raoul vicomte du Maine de cette restauration, il est suivi par la majorité des historiens jusqu'à ces derniers temps. Plus que l'histoire de l'abbaye c'est le jeu diplomatique entre le comté de Blois, le comté du Maine et l'Anjou qui est en cause ; cette question est réévaluée par Sebastien Legros en 2013 qui penche plus pour le vicomte de Blois. À partir de cette époque outre un lieu de pèlerinage très fréquenté cette abbaye bénédictine devient la plus importante abbaye du Bas-Maine avec la fondation de plus de vingt-deux dépendances prieurales. Cette refondation fait de l'abbé d'Evron seigneur et baron d'Evron avec droit de justice. Seuls les abbés commendataires institués à partir de 1482 revendiquent d'en porter le titre.

### DuXIIeauXVesiècle
L'évêque du Mans Hildebert de Lavardin constate la dégradation de la vie monastique et la réforme est mise en œuvre en 1123 par l'abbé Daniel dit le chauve originaire de l'abbaye de Marmoutier qui vient sur l'intervention de l'abbé de saint Vincent du Mans.
En 1252, la nouvelle abbatiale après son agrandissement et la construction du chœur gothique est consacrée par Geoffroy de Loudon évêque du Mans qui à la même époque fait construire le chœur de la cathédrale Saint-Julien du Mans.
L'exercice du droit seigneurial et l'exploitation du foncier de l'abbaye passe par les institutions habituelles d'une grande seigneurie, moulins à ban et four à ban, halles, recueil de la mense et des dîmes entreposées dans une grange située au nord de l'enceinte du couvent et détruite par un incendie en 1881, bailli exerçant en son nom les droits de haute, moyenne et basse justice avec pilori et prisons. Cet exercice fait l'objet d'aveux de suzeraineté comme en 1332 celui du seigneur de Sablé ou en 1405 du comte d'Alençon pour la châtellenie de Torigné ou même en 1646 par Jacques Vassé. C'est aussi l'occasion de querelles judiciaires.

### XVesiècleet guerres de Religion
En 1482, l'abbaye d'Évron passe sous le régime de la commende et le premier abbé commendataire est François de Châteaubriant qui succède à Jean de Favières : ses armes figurent sur le portail sud de la basilique qui est l'entrée principale des laïques. Après une période où il délaisse le monastère, il en devient un des grands bienfaiteurs offrant reliques et reliquaires, obtenant des indulgences et finançant des stalles pour le chœur qui disparurent juste avant la révolution en 1780.
Pendant les guerres de Religion, après avoir été pillée une première fois elle subit une deuxième attaque en 1562 conduite par Hercule Saint-Aignan des Marais. Avertis à temps, les religieux se mettent en sûreté au château du Rocher, dans lequel René de Bouillé leur offre un refuge avec leur trésor, la relique de la Sainte-Vierge et même le Saint-Sacrement, oublié dans la précipitation de la fuite, et que Jean Livet, va, au péril de sa vie, retirer du tabernacle quelques instants avant l'arrivée de l'ennemi. Les archives seules sont lacérées, brûlées ou dispersées le long des chemins.
En 1577, l'abbaye voit des soldats catholiques ravir tout ce qu'elle possédait de précieux. Ce sont les troupes de Louis de Bussy d'Amboise qui cette même année pillent les faubourgs du Mans.
À la suite de ces attaques l'abbaye est fortifiée : la tour porche romane est transformée avec hourds et mâchicoulis, fermeture des grandes ouvertures en petites meurtrières, le bas des grandes fenêtres ogivales est muré, un profond fossé est creusé autour de l'abbatiale et du couvent, les traces des deux pont-levis sont encore visibles au-dessus du portail sud et près du logis de l'abbé. Dès lors il n'y a aucune attaque et les fossés sont comblés à partir de 1616.

### DuXVIesiècleà la Révolution
En 1726, la première pierre du nouveau monastère est posée par l'évêque du Mans Charles Louis de Froulay sur les plans de Guillaume de La Tremblaye moine architecte, la construction est confiée au maître maçon Jacques-Laurent Bayeux, seule la moitié de la construction prévue est réalisée faute d'argent mais suffit aux douze moines qui à l'époque constituent la communauté de ce monastère (p. 11).

### Époque contemporaineXIXe–XXIesiècles
À la sortie de la Révolution en 1800 l'abbatiale est rendue au culte paroissial (l'abbaye est devenue paroisse en mai 1791 et l'église Saint-Martin démolie par la municipalité en 1793 ), la cérémonie de réconciliation est célébrée par l'évêque du Mans M. Renard en 1801. En 1803 le préfet Harmand remet le couvent aux sœurs de la chapelle au Riboul ou sœurs de la charité, appelées depuis sœurs de la charité de Notre-Dame d'Évron depuis qu'elles ont fait du couvent leur maison mère; la donation du couvent est confirmée par un décret impérial en 1808.
La grande flèche élevée en 1606 au-dessus de la croisée du transept penche dangereusement depuis une tempête en 1836, elle est démontée en 1901 ce qui donne aujourd'hui une silhouette caractéristique à la basilique entre la flèche tronquée et le clocher porche fortifié.
Le 17 février 1906 une petite porte sur la face sud au niveau du clocher-porche est brisée à coup de hache pour permettre l'inventaire faisant apparaître, pour certains, l'image merveilleuse de Notre Dame de l'épine.
La chute d'une pierre de la voûte du chœur en 1974 impose une série de travaux de restauration et permet des fouilles archéologiques avec en particulier le dégagement de la crypte en 1985. En 2016, le pignon du transept sud et sa verrière sont restaurés, sa partie basse, murée au moment de la fortification, est de nouveau garnie de vitraux.
Les religieuses revendent le couvent en novembre 2012 à la Communauté Saint-Martin qui y a transféré sa maison-mère et sa maison de formation (auparavant situées à Candé-sur-Beuvron) durant l'été 2014,.

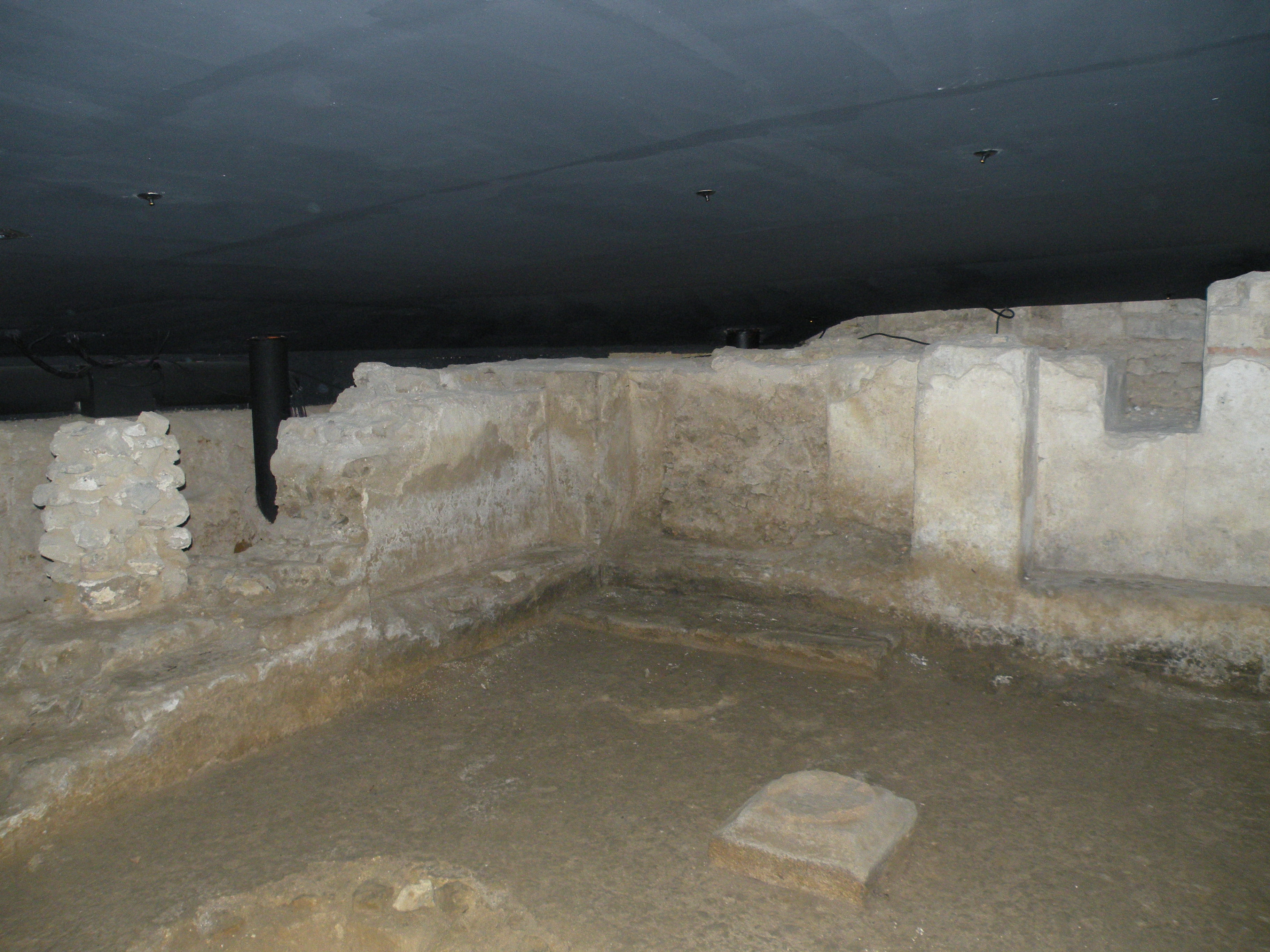
Crypte dégagée en 1985 surmontée d'une voûte béton.
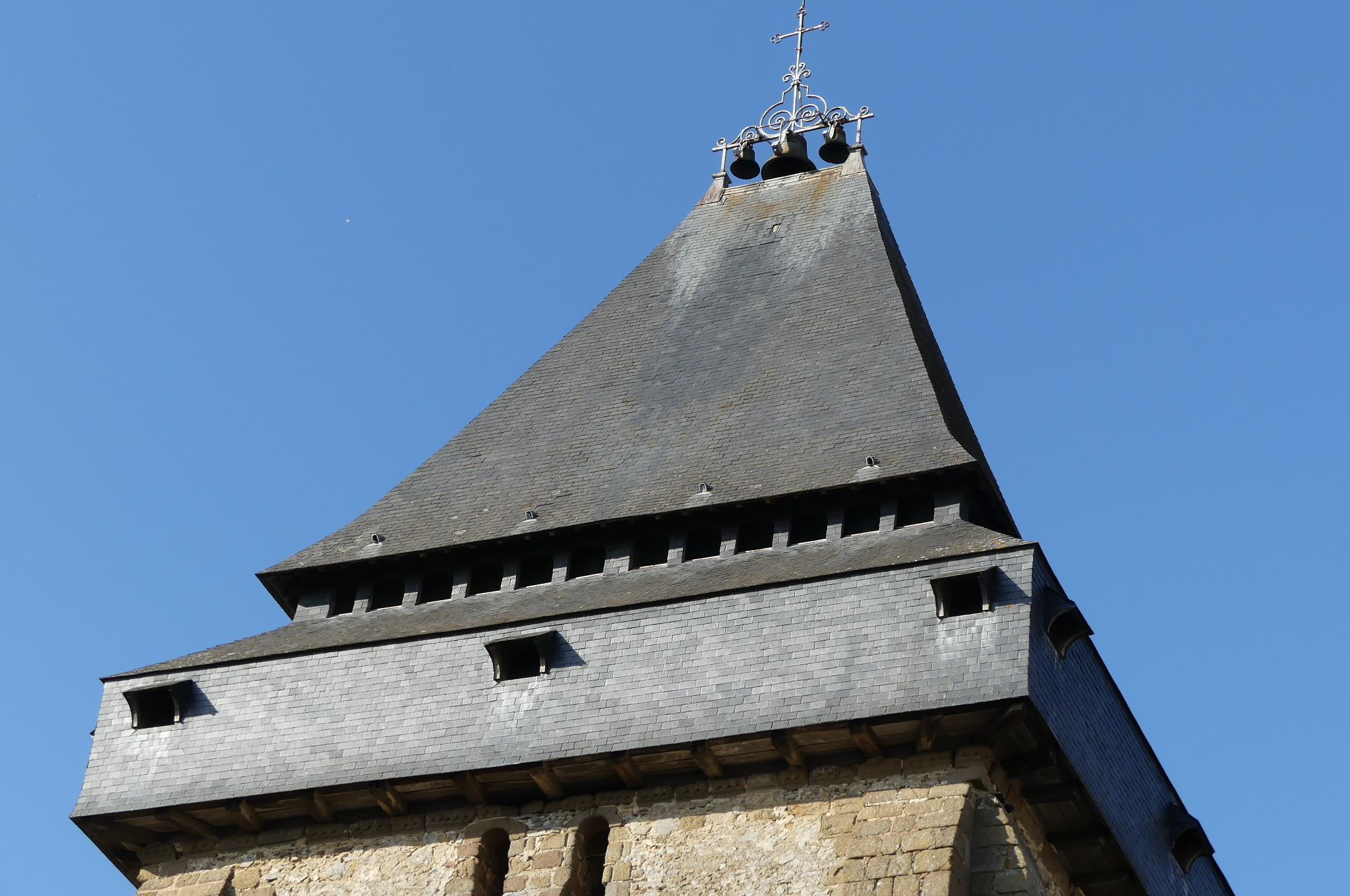
Clocher tour XIe siècle, hourds et meurtrières XVe siècle.
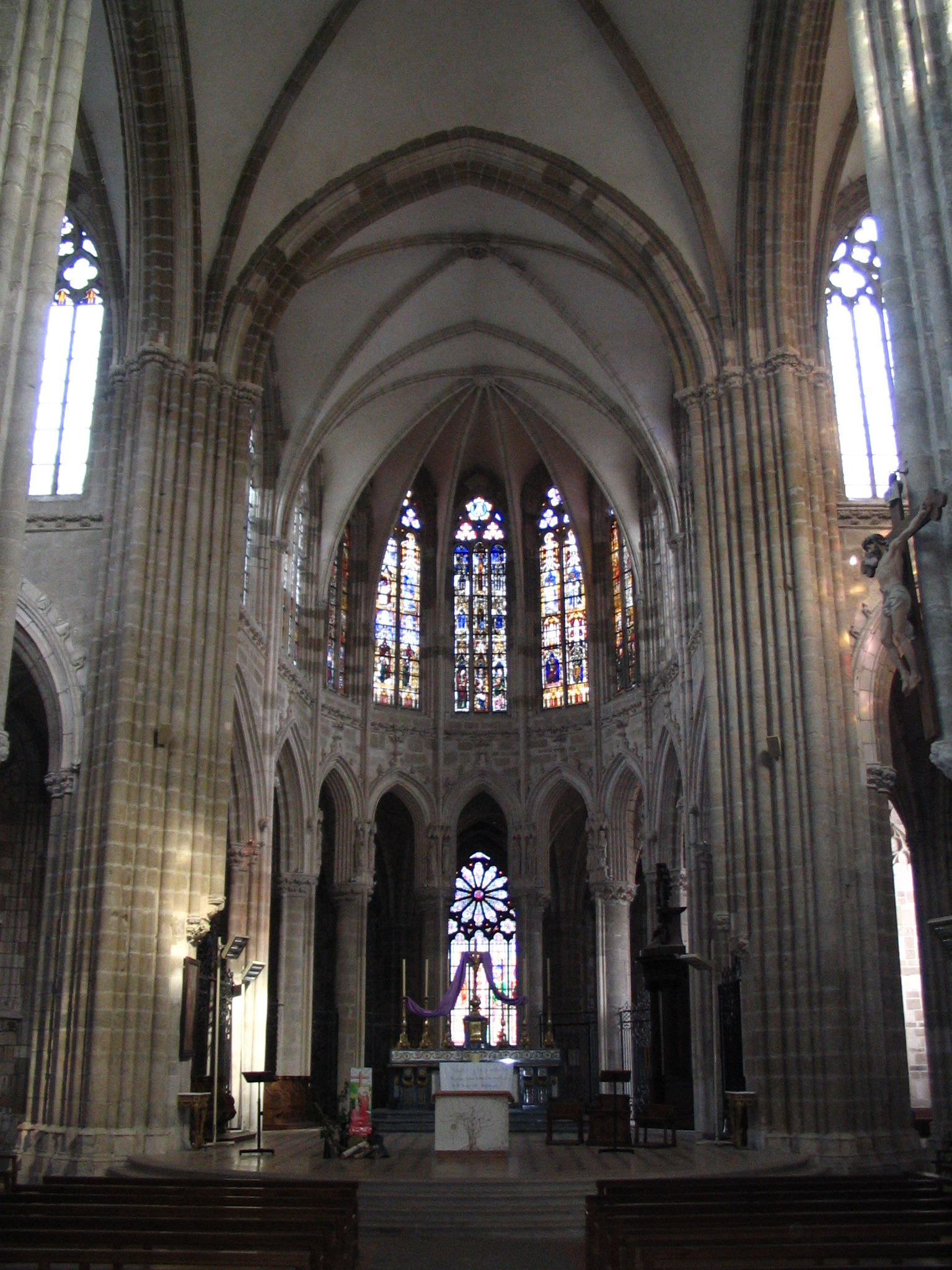
Chœur et transepts gothiques.
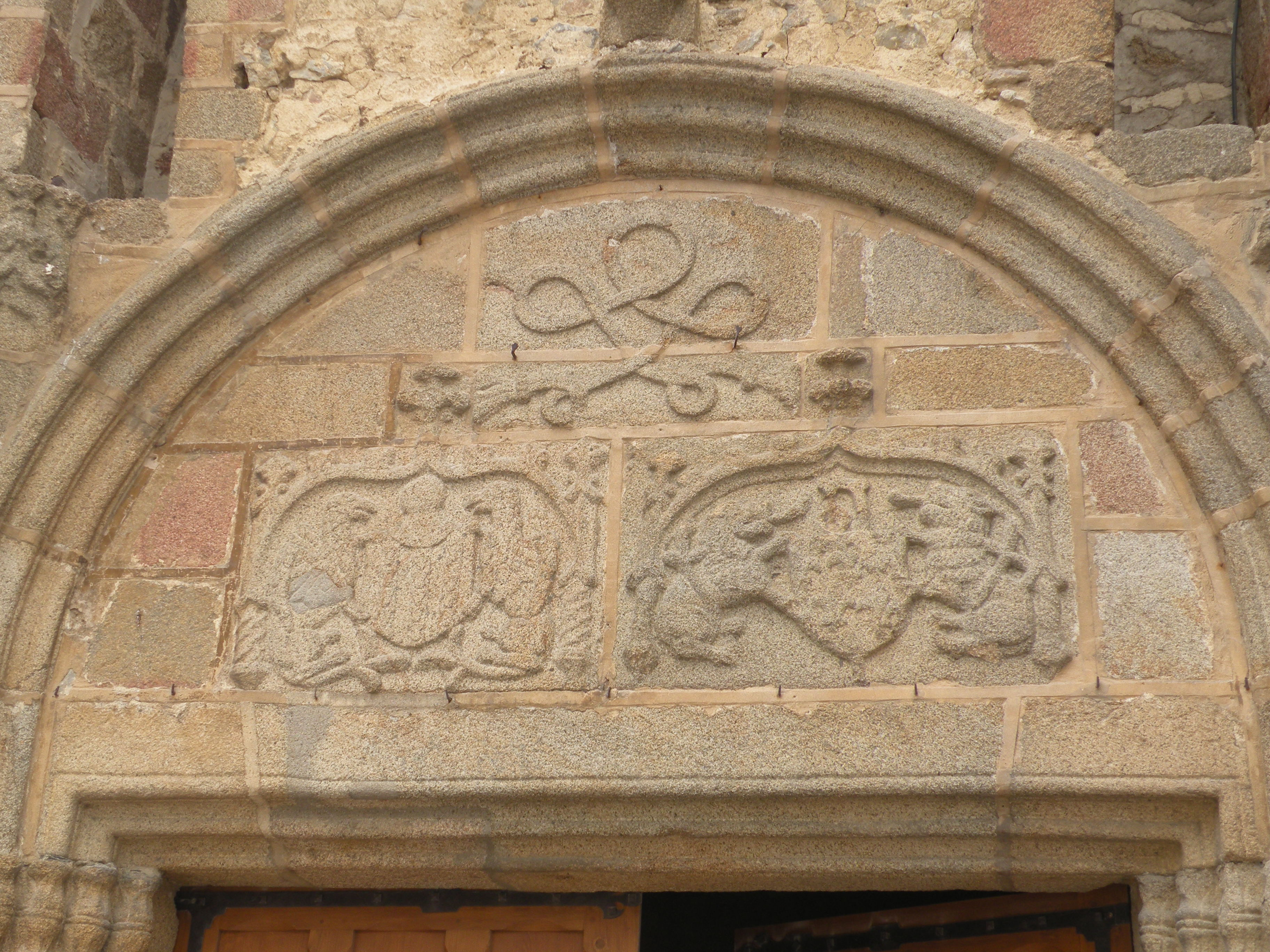
Portail de la façade sud, armes de Chateaubriand (abbé) et de la famille de Blois. Au-dessus rainures du pont-levis.
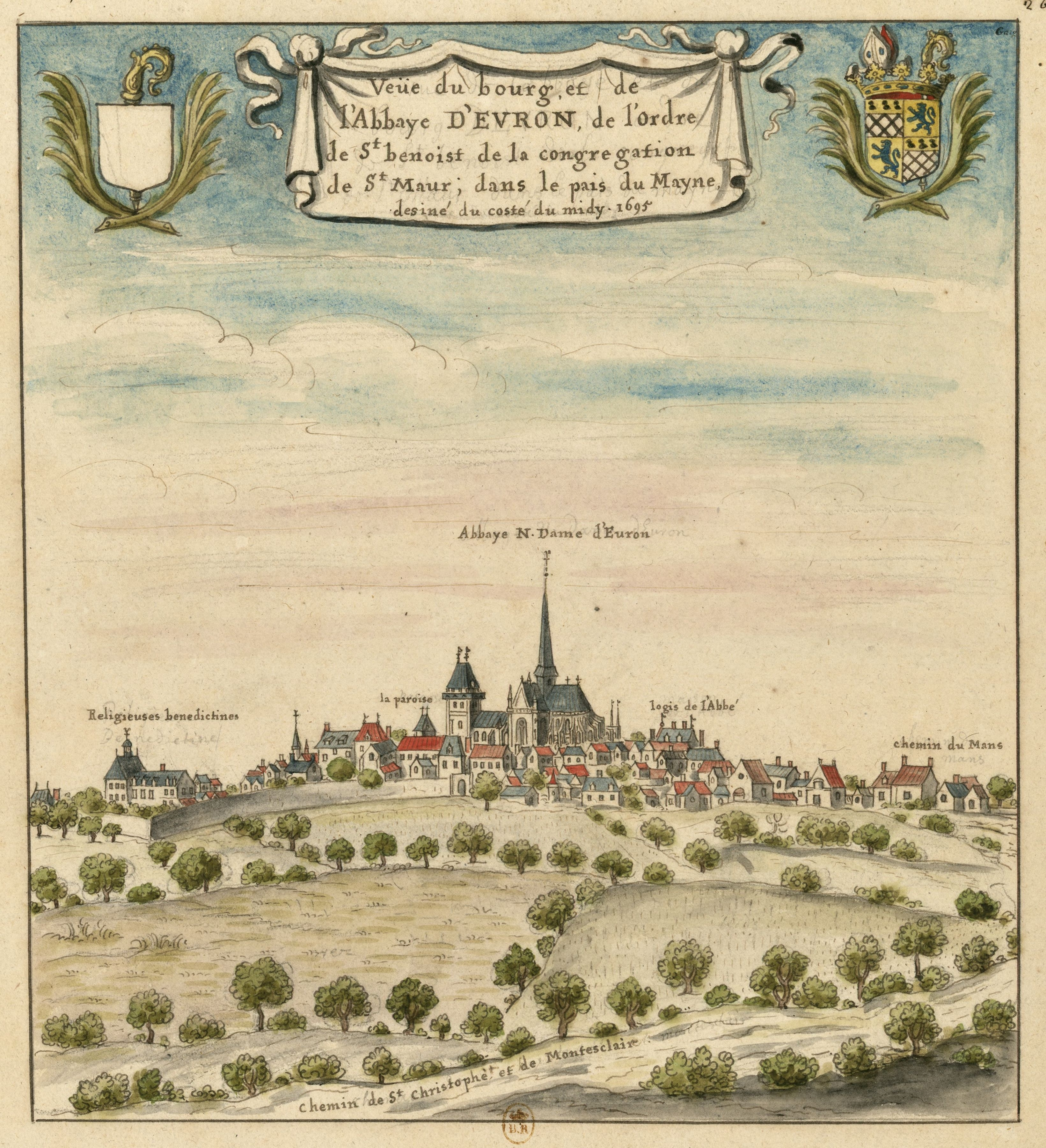
Relevé de l'abbaye par Louis Boudan fin XVIIe siècle pour Gaignières.
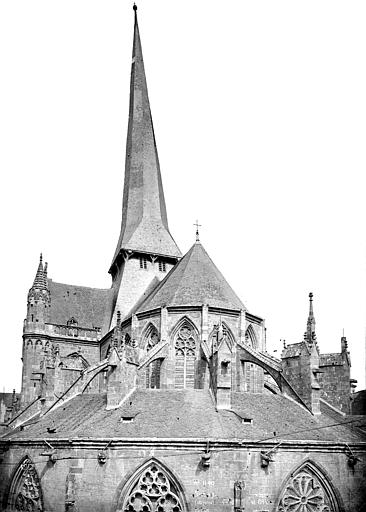
La flèche de la croisée du transept de 1606 démontée en 1901.
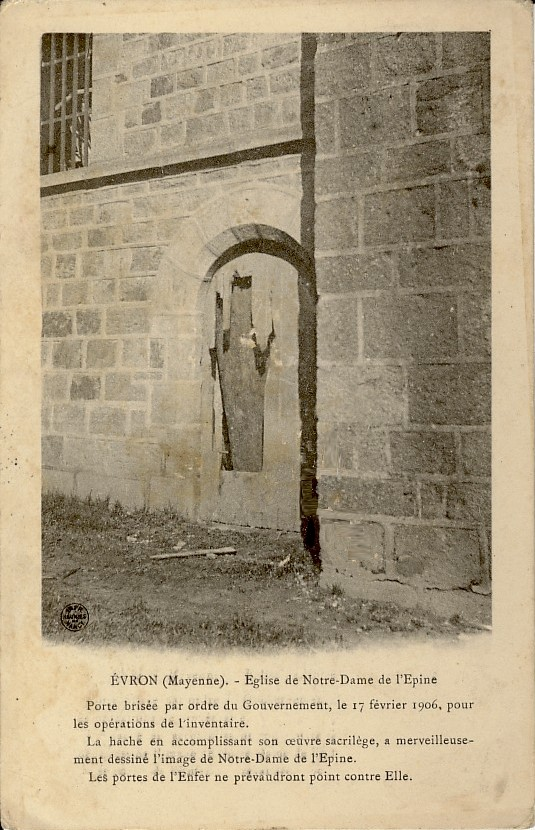
Porte brisée de l'inventaire 1906 visible aujourd'hui dans la nef.
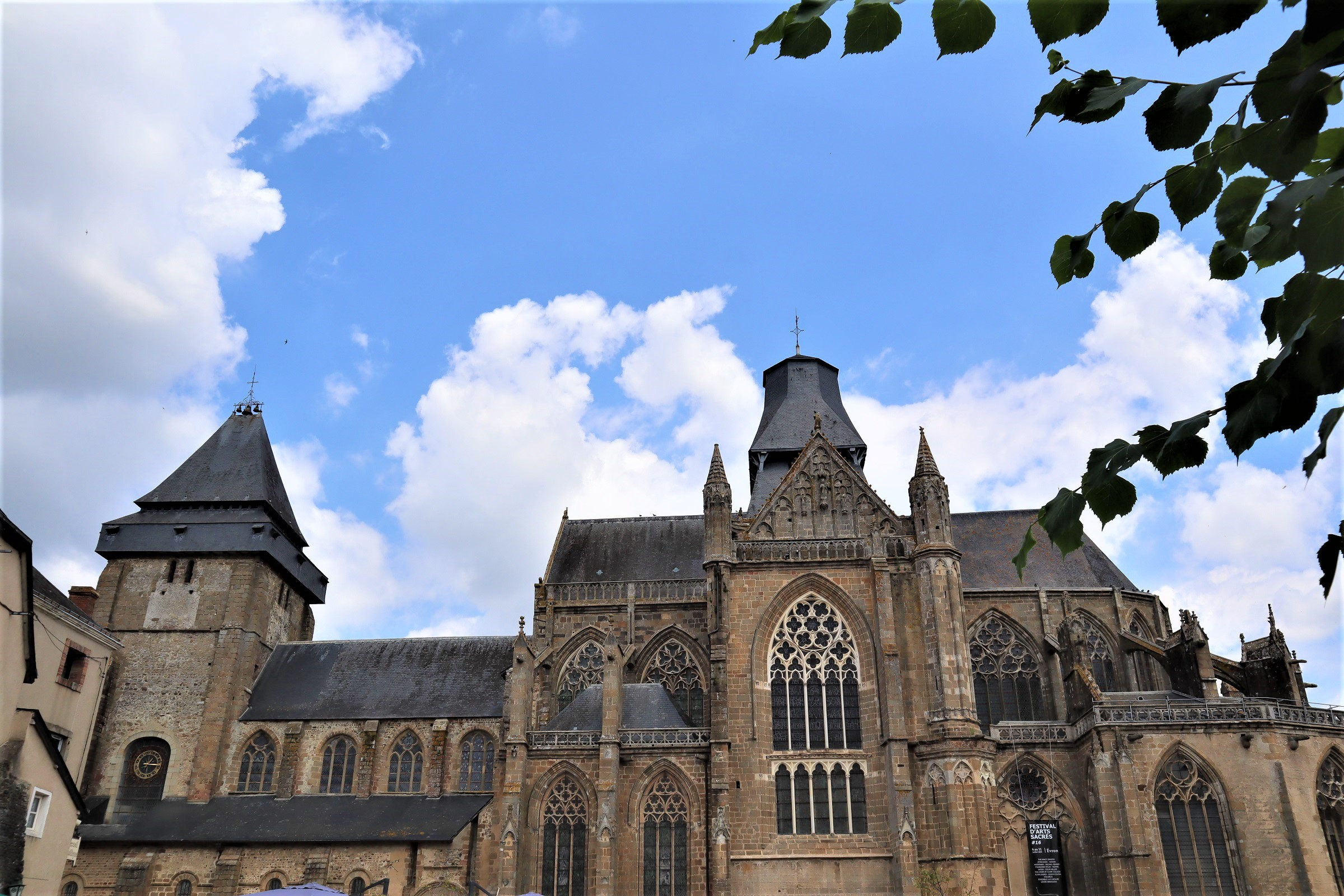
Façade sud après la restauration de la verrière du transept en 2016.

## Description

### La basilique et la chapelle Saint-Crespin

#### Extérieur

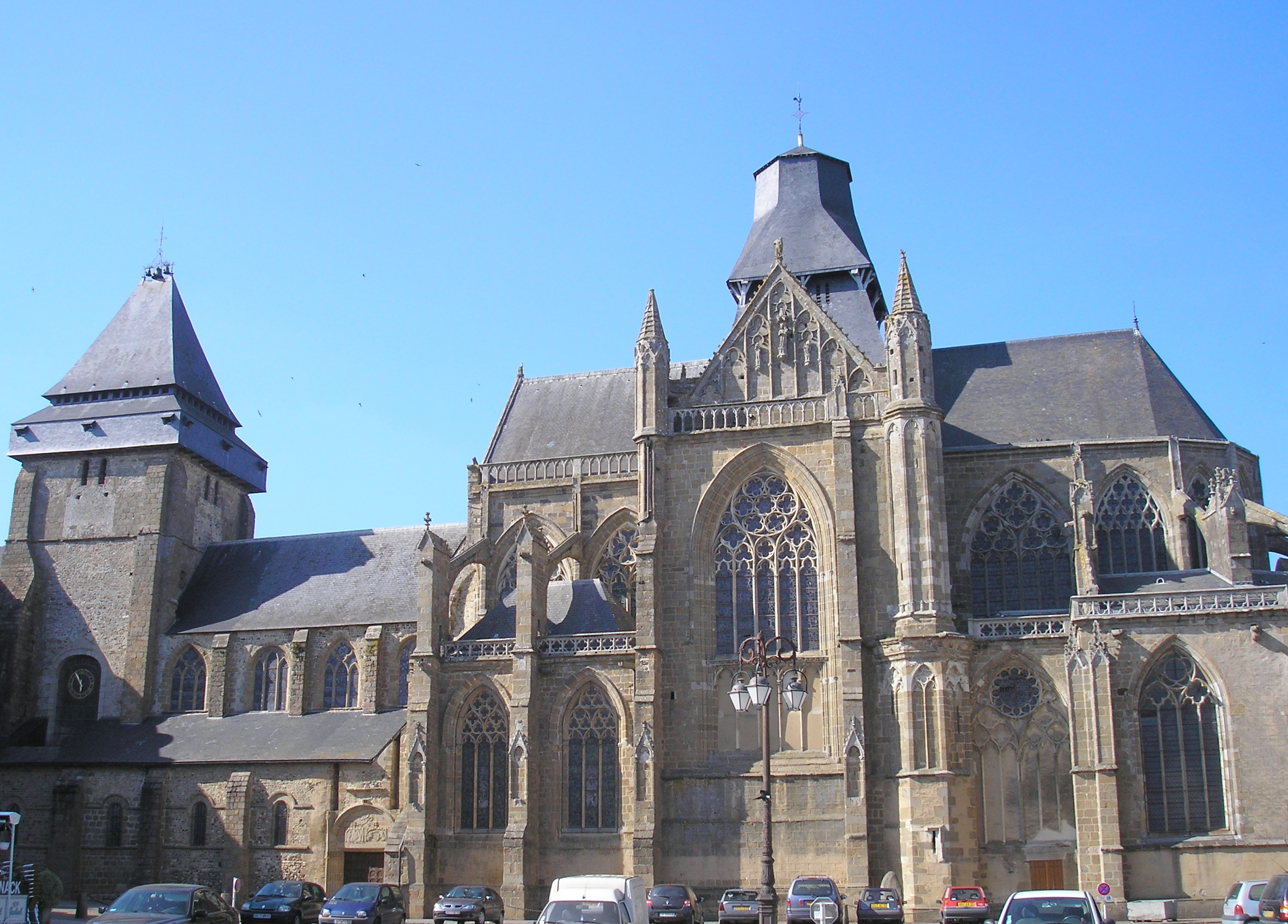
Façade sud de l'abbatiale.

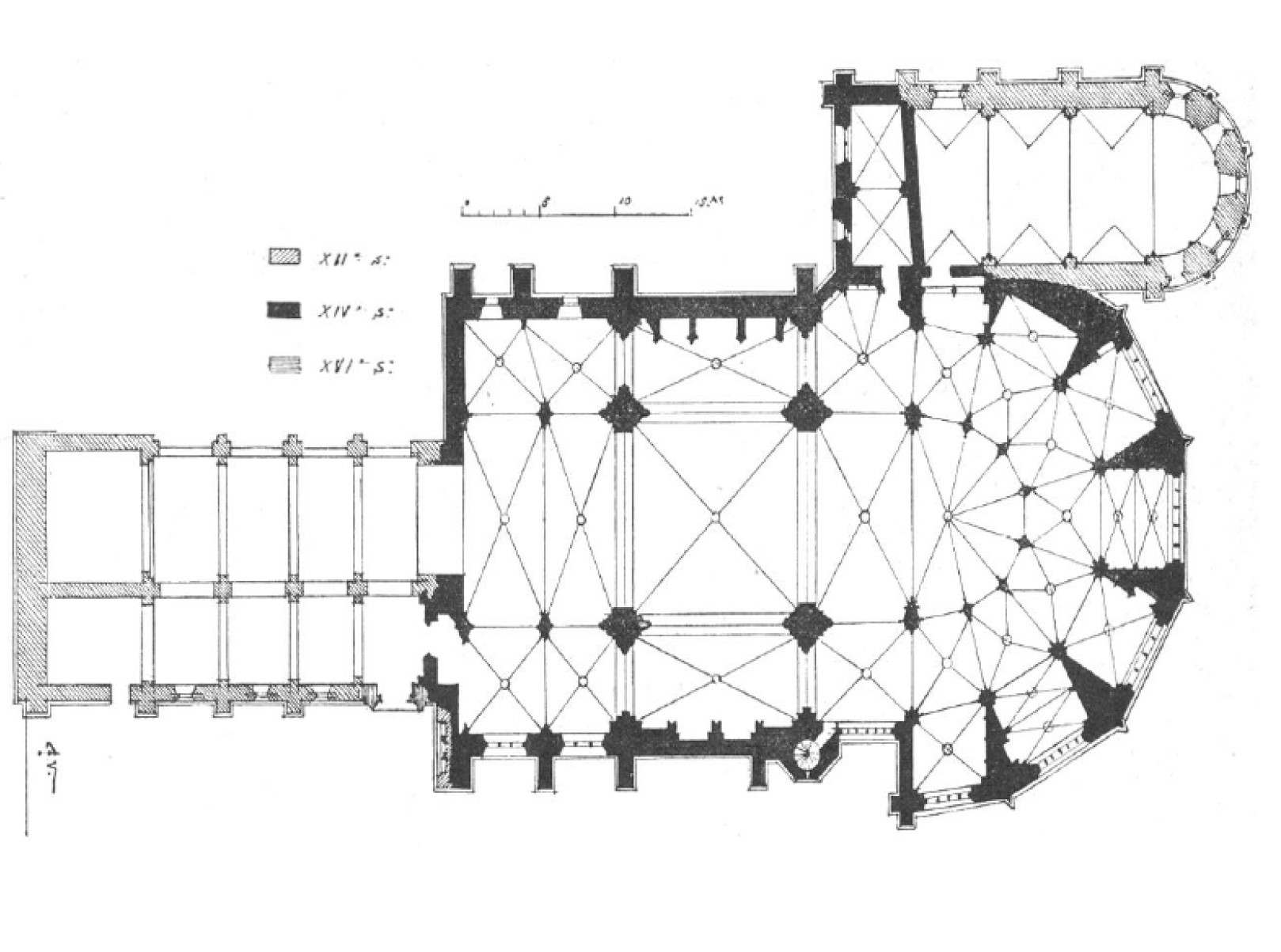
Plan de la basilique d'Evron selon Lefèvre-Pontalis 1903.

Pour apprécier les différents éléments et époques de la construction de l'abbatiale, le point de vue face à la façade sud, de la place de la basilique devant le portail, permet une vue détaillée à l'exclusion de la chapelle Saint-Crépin accolée au nord du chœur et la crypte enfouie dessous.
L'ensemble est orienté avec un petit décalage axial nord-est sud-ouest. L'abbatiale romane avant son agrandissement mesurait environ 70 m et 25 m de large, actuellement sans inclure la chapelle Saint-Crépin accolée au nord du chœur les mesures sont de 75 m sur 30 m environ et la hauteur sous voûte de la partie gothique est de 24 m.

##### Le clocher porche
Construit probablement peu de temps après la nef romane au XIIe siècle, il se présente comme une tour carrée avec contreforts d'angle percé à l'origine en hauteur de grandes baies avec arc en plein cintre. Fortifié au XVIe siècle les baies sont remplacées par des petites meurtrières et le sommet de la tour coiffé de hourds et muni de mâchicoulis comme à la même époque dans le sud-ouest. Au XVIIIe siècle, à la construction du nouveau couvent à l'extrémité occidentale, il est intégré dans cette construction et une grande ouverture est percée au sud pour éclairer un escalier monumental desservant l'étage du couvent et la tribune de l'orgue. L'entrée occidentale est intégrée dans les bâtiments conventuels.

##### La nef romane et gothique
La nef romane du XIe siècle, initialement à trois vaisseaux comporte quatre travées. Elle est couverte par une charpente lambrissée posée au XVIe siècle, primitivement elle était  voûtée, le bas-côté méridional a gardé sa voûte. Le bas-côté septentrional est détruit au début du XVIIe siècle avec l'ancienne chapelle de l'infirmerie par l'abbé Bellot pour la construction d'un palais abbatial. Les ouvertures romanes au-dessus du bas-côté sont agrandies avec des ogives au XVe siècle. À la Renaissance l'entrée principale pour les laïques est aménagée au niveau de la quatrième travée : sous un arc de type roman figurent les armes des comtes de Blois, maison de Châtillon, bienfaiteurs de l'abbaye et celle de François de Châteaubriant premier abbé commendataire (1485-1519). Surmontant cette porte restent les deux rainures des poutres du pont-levis installé au XVIe siècle lors de la fortification de l'abbaye.
À droite de cette porte en retour d'angle un arc roman est la trace de l'ancien transept roman. Au XIIIe siècle l'abbatiale est agrandie avec destruction des transepts et du chœur roman, deux travées gothiques plus hautes et plus larges sont ajoutées au moment de la construction du nouveau chœur et des nouveaux transepts. De l'extérieur comme de l'intérieur la jonction entre la partie romane et la reconstruction gothique est marquée par un mur et un arc diaphragme, au sommet de ce pignon, regardant vers l'ouest est placée une statue de Notre-Dame venant de l'ancienne église Saint-Martin. La consécration de cette nouvelle abbatiale est célébrée en 1252 mais les travaux, en particulier pour les transepts et les deux travées de la nef, seront terminés un peu plus tard.

##### Transepts et chœur
Les transepts en style gothique flamboyant comme la nef gothique et le chœur sont à deux étages avec un clair-étage permettant un bel éclairage. Le pignon du transept sud est orné de trois statues : Notre-Dame encadrée de deux anges. Une balustrade orne la nouvelle nef, les transepts et le chœur. le chœur intègre un déambulatoire avec sept chapelles rayonnantes sans séparation visible à l'extérieur, ce parti pris architectural est peu fréquent.

##### La chapelle Saint-Crépin
Construite au XIIe siècle sur le vœu d'un pèlerin de retour de Compostelle elle est située sur le flanc nord du chœur ; elle était primitivement séparée de l'abbatiale avant que les travaux du XIIIe siècle avec l’élargissement du chœur la rende contiguë avec une porte de communication donnant à l'est du transept nord. Cette chapelle à nef unique de quatre travées et abside semi-circulaire en cul de four mesure 27 m sur 12 m, elle est voûtée en totalité, voûtée d'arêtes pour les travées et en cul-de-four pour l'abside, les arcs sont en cintre brisé malgré l'époque faisant évoquer une influence arabo-musulmane, les peintures murales, le Christ en majesté de l'abside, sont réputées du XIIIe siècle. La première travée est transformée au XVIe siècle en salle du chapitre puis en sacristie et en chartrier de l'abbaye. Initialement sous le vocable de Notre-Dame, elle prend le vocable de saint Crépin patron des cordonniers, les habitants interprétant le décor des voussures de l'arc en cintre brisé de la porte des laïques située sur le flanc nord comme des semelles de chaussures.

Saint Crépin
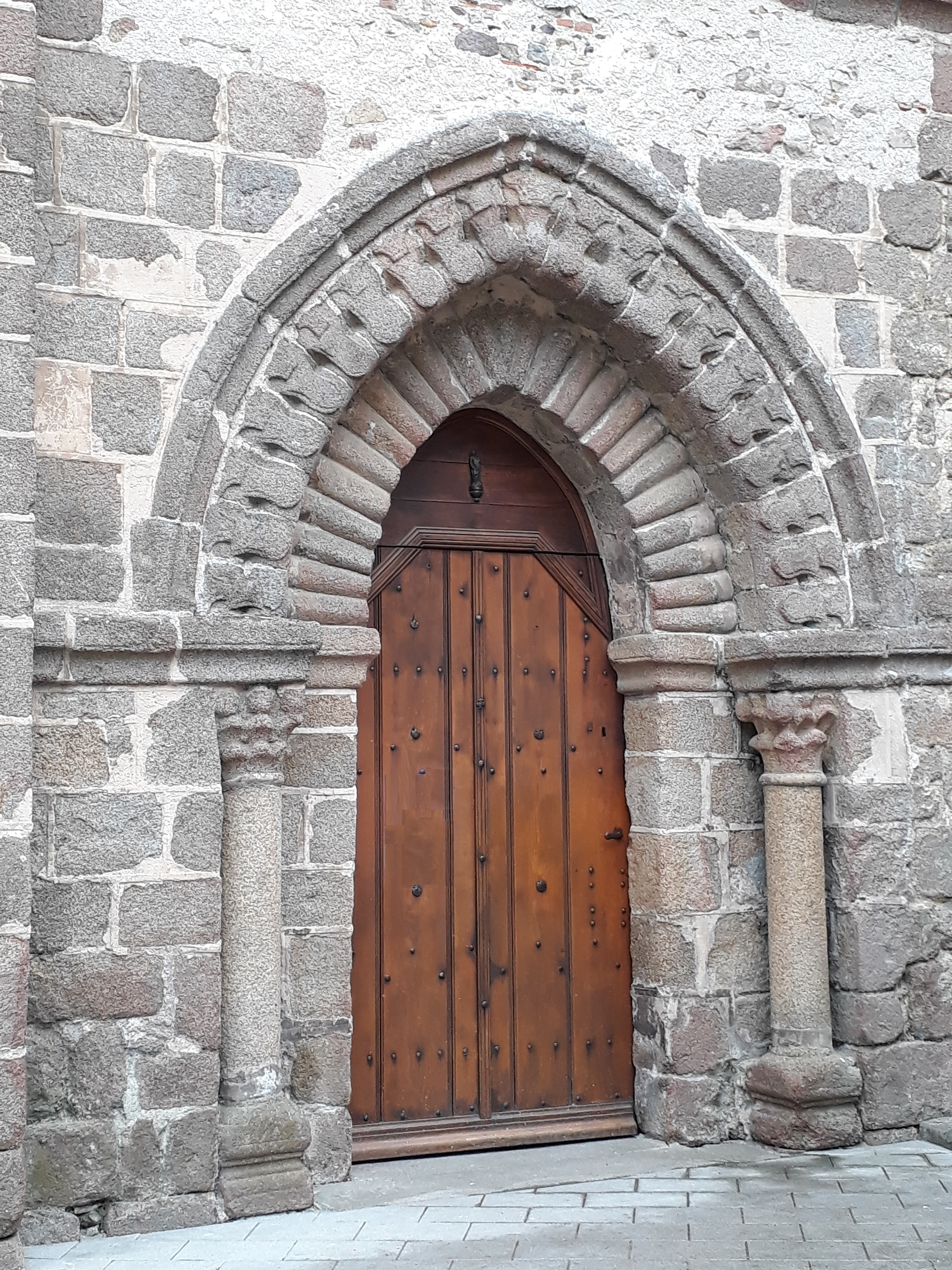
Porte romane nord de la chapelle Saint-Crépin, arc ogival, rouleaux et « semelles ».
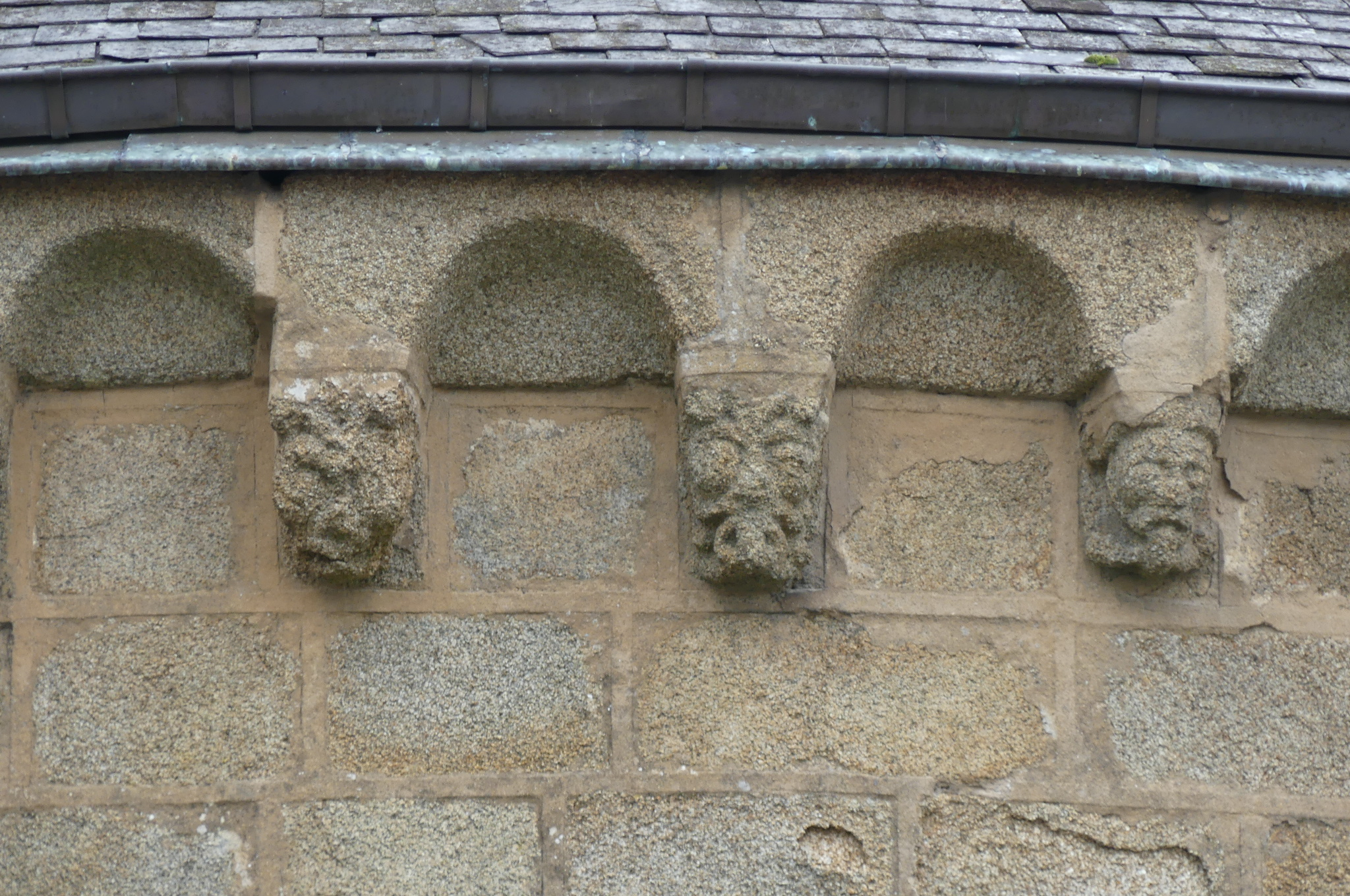
Modillons de l'abside de la chapelle Saint-Crépin.

#### Intérieur

##### Crypte
Soupçonnée dès 1865 elle est redécouverte en 1985 et bénéficie d'une étude archéologique. Crypte haute sous le chœur surélevé de l'église romane elle est rasée à la construction au même niveau que la nef du chœur gothique. Nef à trois vaisseaux et quatre travées et se terminant par une abside semi-circulaire, elle mesure 11,50 m sur 6,25 m, des fragments de polychromie sont décelés, une datation précise au cours des fouilles de 1985 et 1990 permet de fixer sa construction à la fin du Xe siècle soit dès la refondation. Depuis ces travaux archéologiques une dalle en béton permet l'accès malgré le rétablissement du dallage de l'église supérieure,.

##### Peintures murales et sculptures

Peintures murales et sculptures
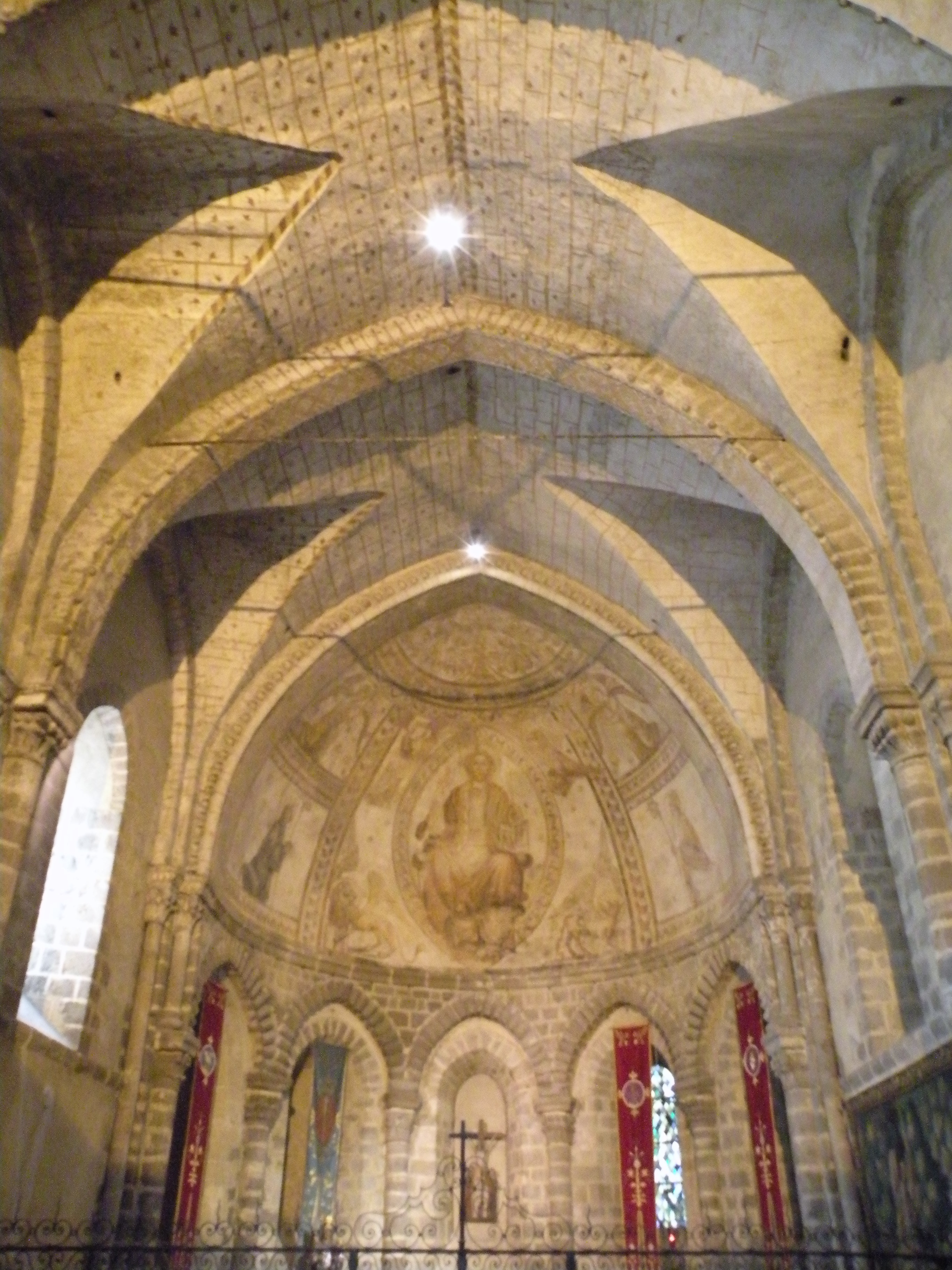
Tétramorphe, chœur de la chapelle Saint-Crépin.
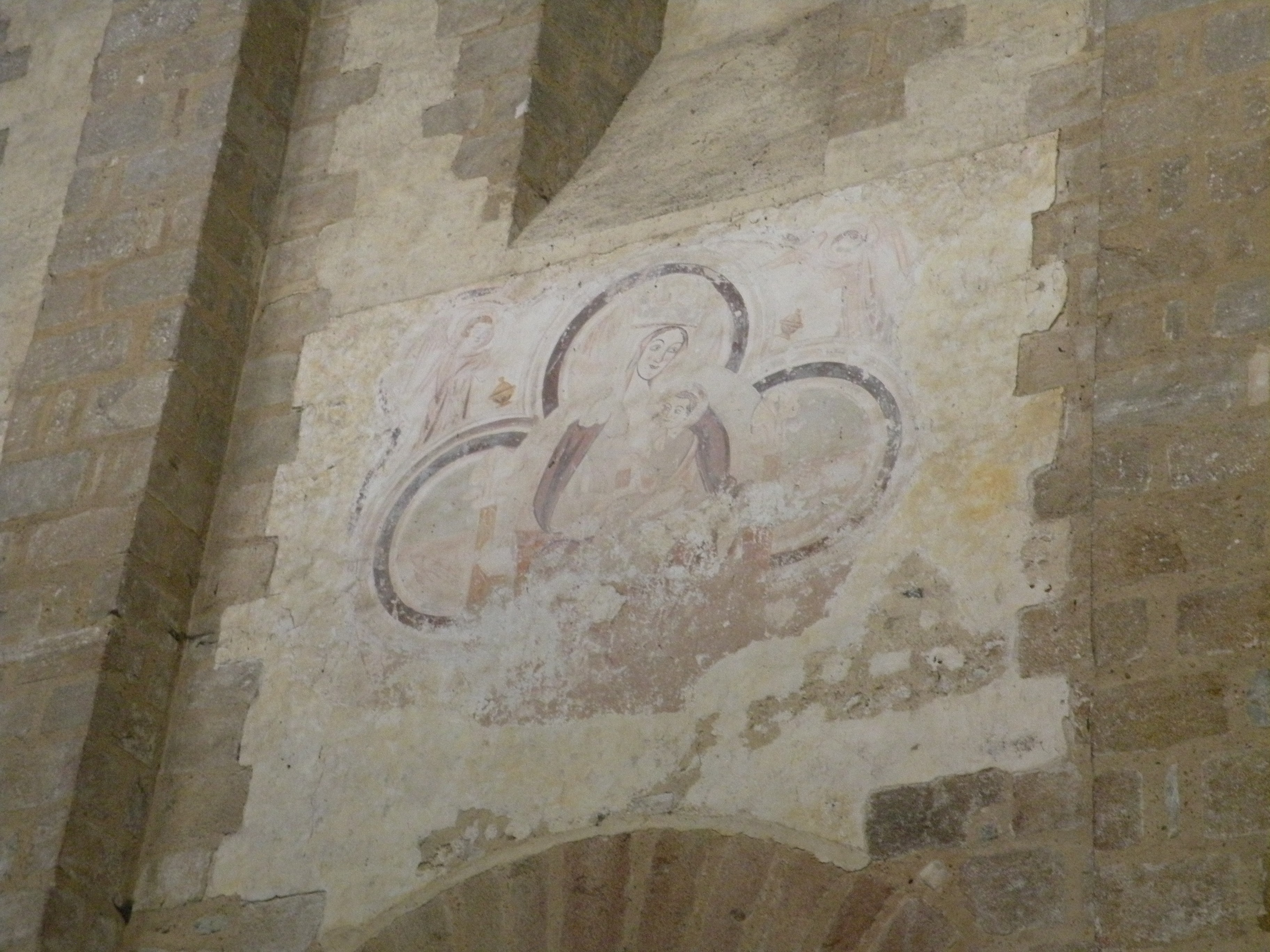
Vierge assise à l'Enfant Jésus, XIVe, nef de la basilique.
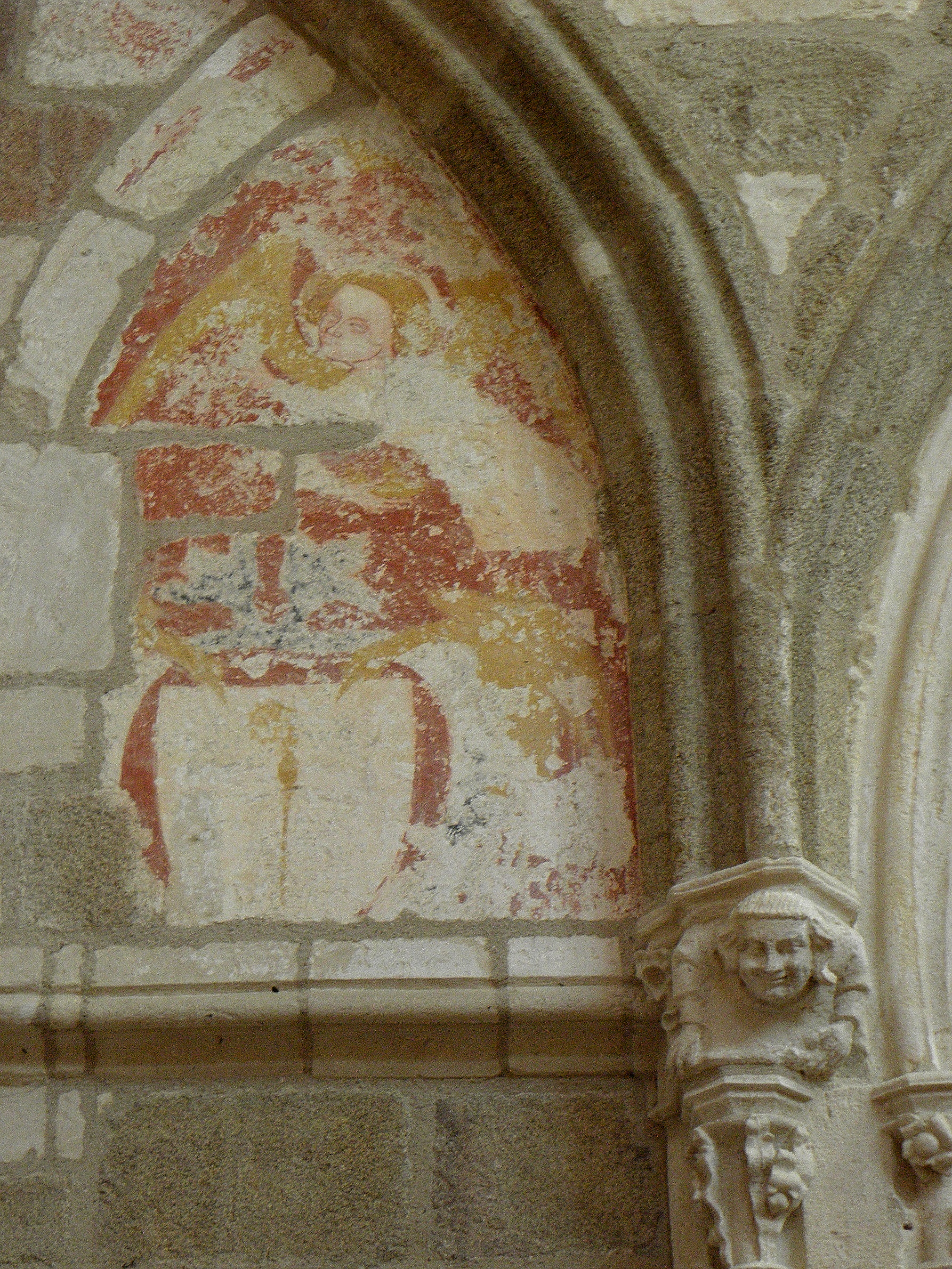
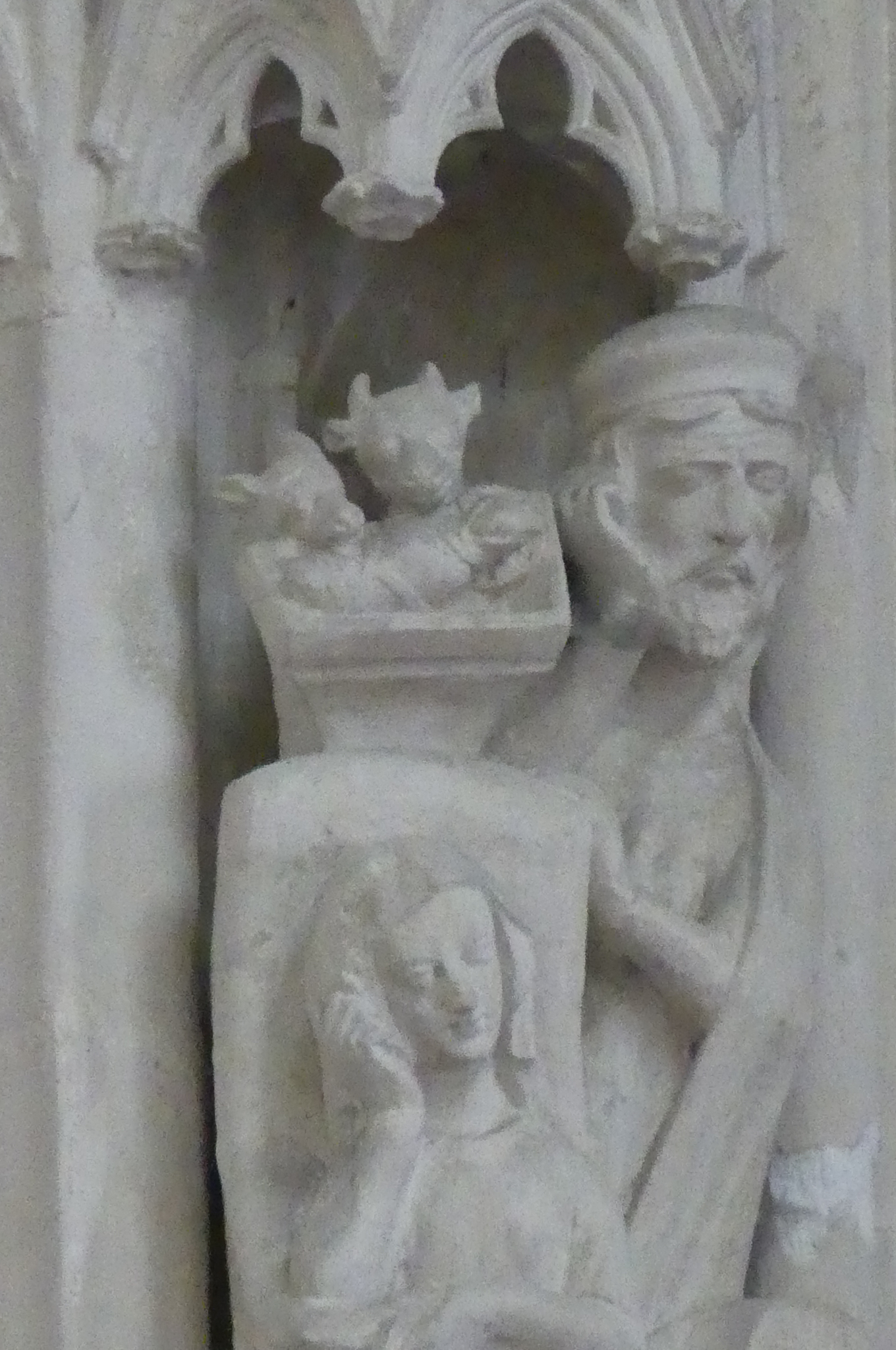
Nativité sur colonne du chœur de la basilique.
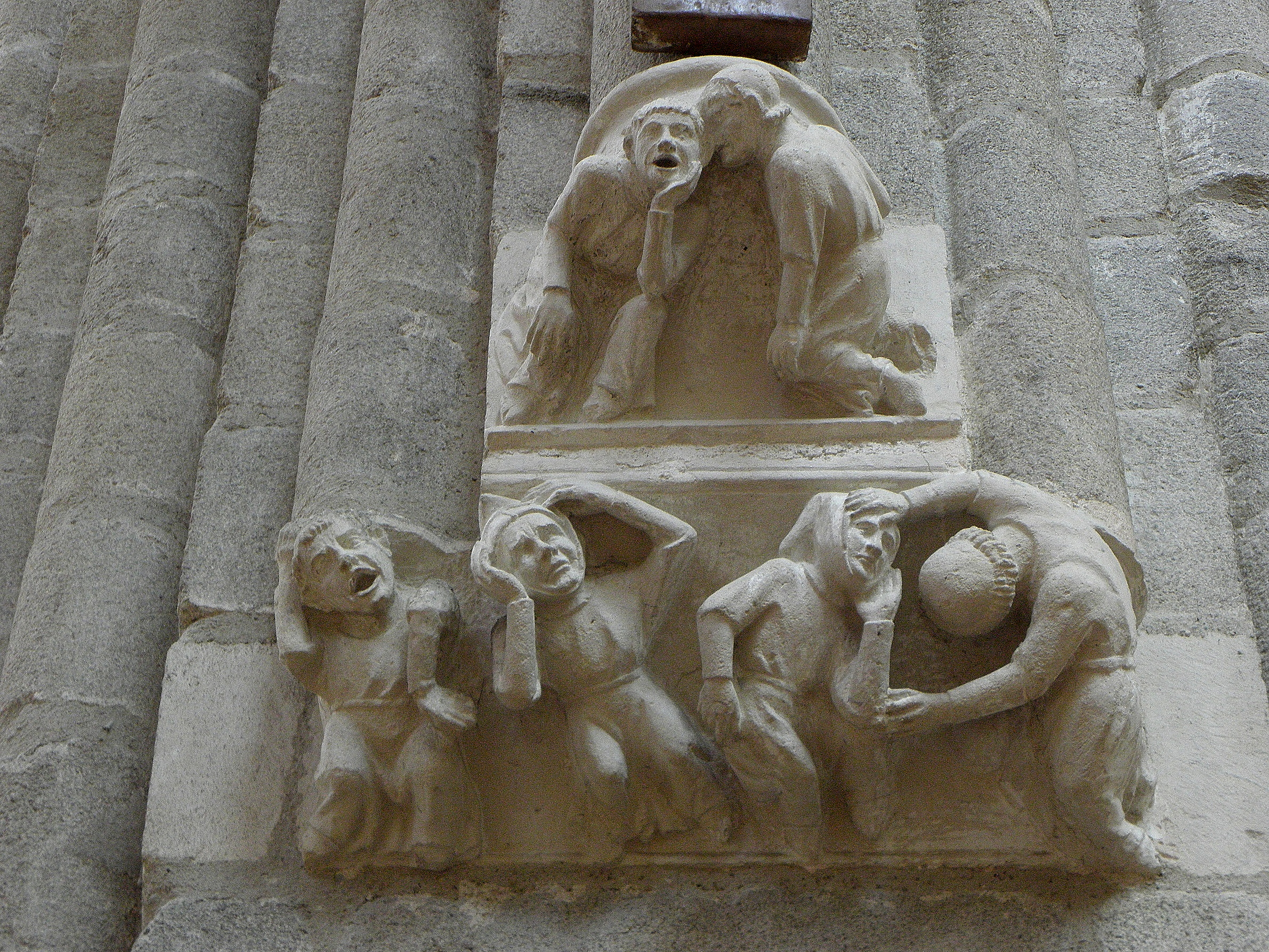
La confession.
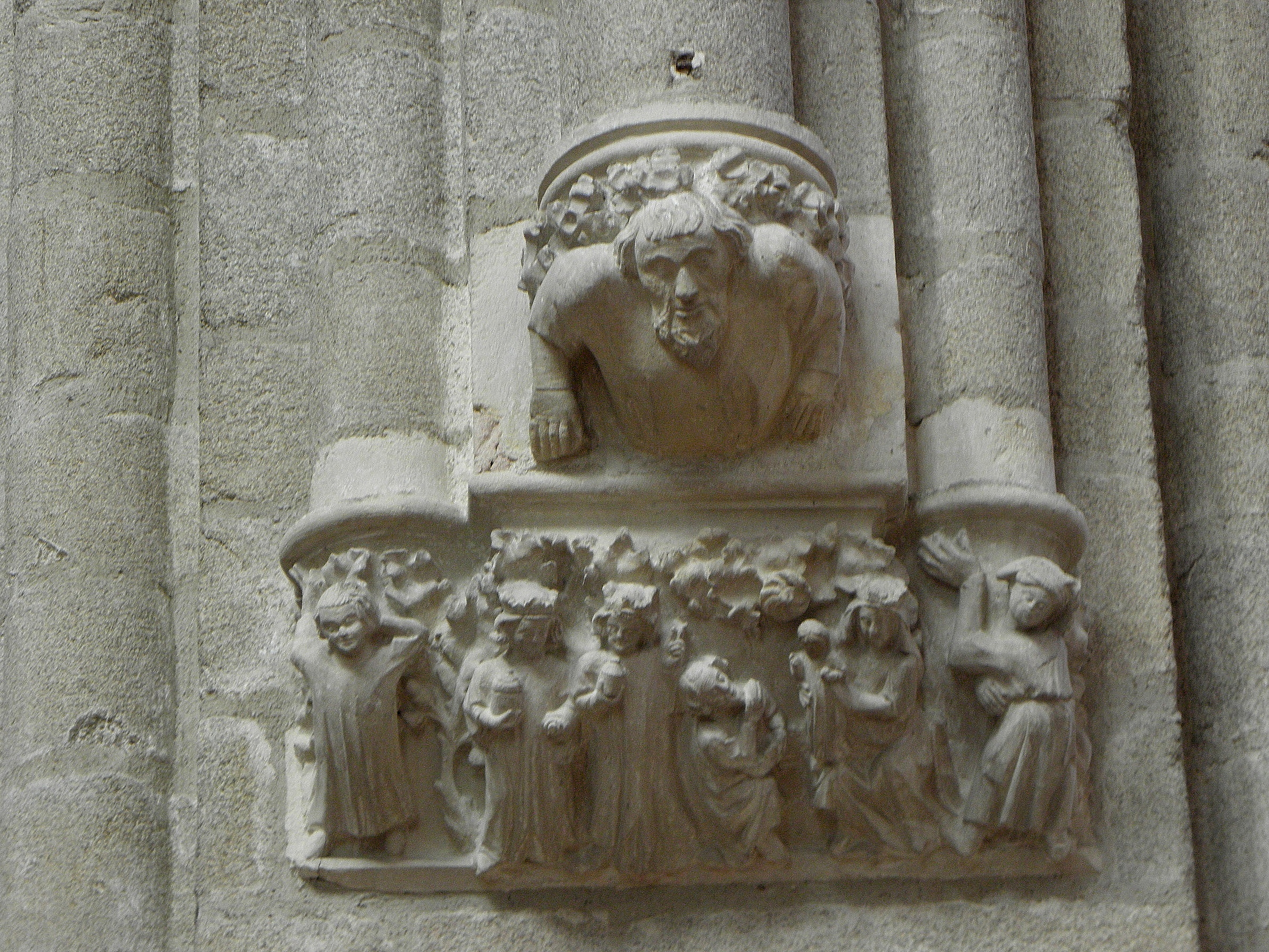
L'adoration des mages.

##### Vitraux
Les vitraux datent de trois époques différentes : le XIVe siècle pour les vitraux du chœur à l'étage, XIXe siècle pour les chapelles rayonnantes réalisés par le carmel du Mans et XXe siècle pour les verrières des transepts ; celle du transept sud est l'œuvre de Maurice Rocher en 1951 pour le 10e anniversaire de l'élévation en basilique.
- Vitraux XIVe, XIXe et XXe siècles

Vitraux XIVe siècle,
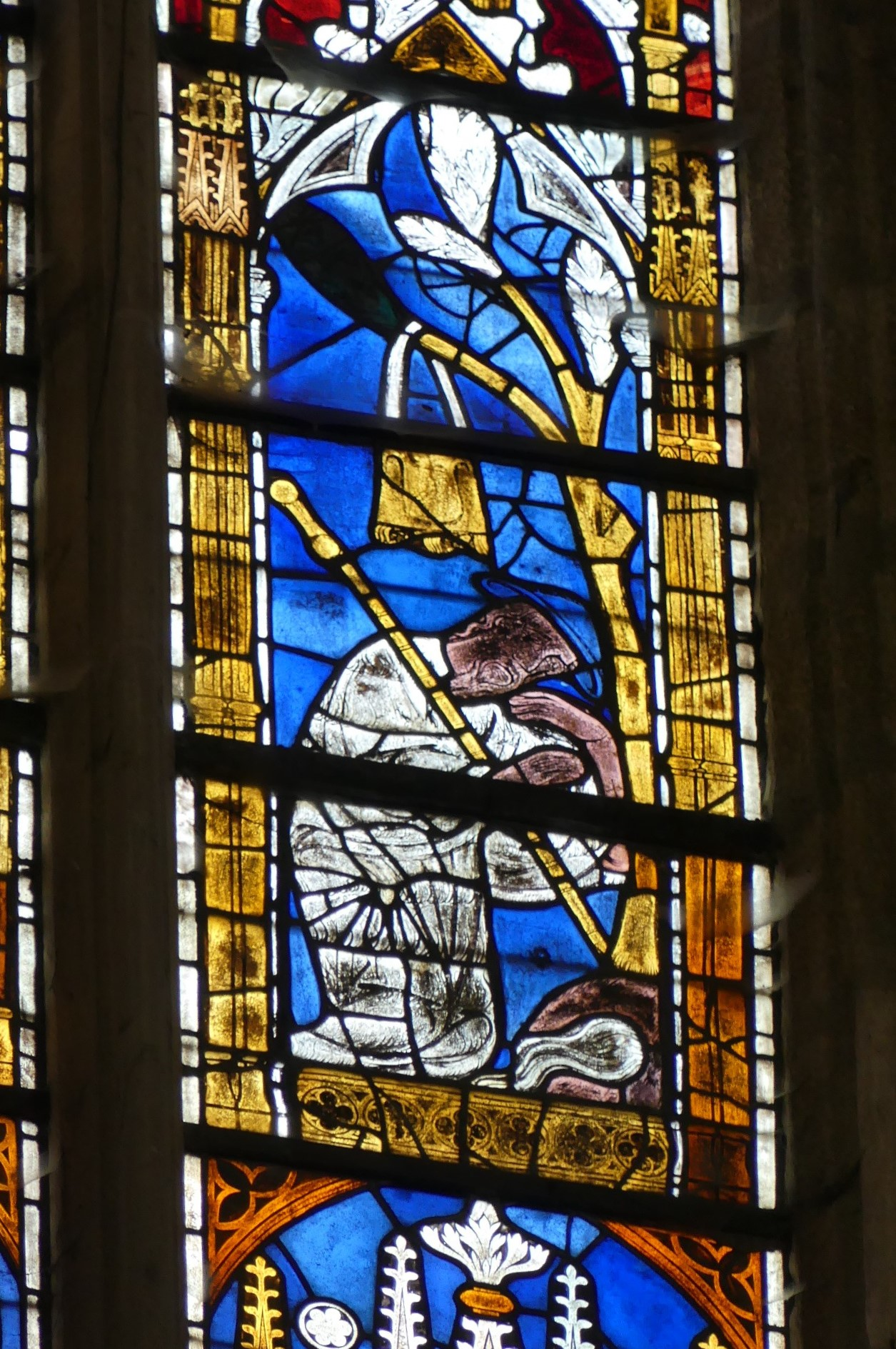
Vitrail du miracle de l'épine, XIVe.
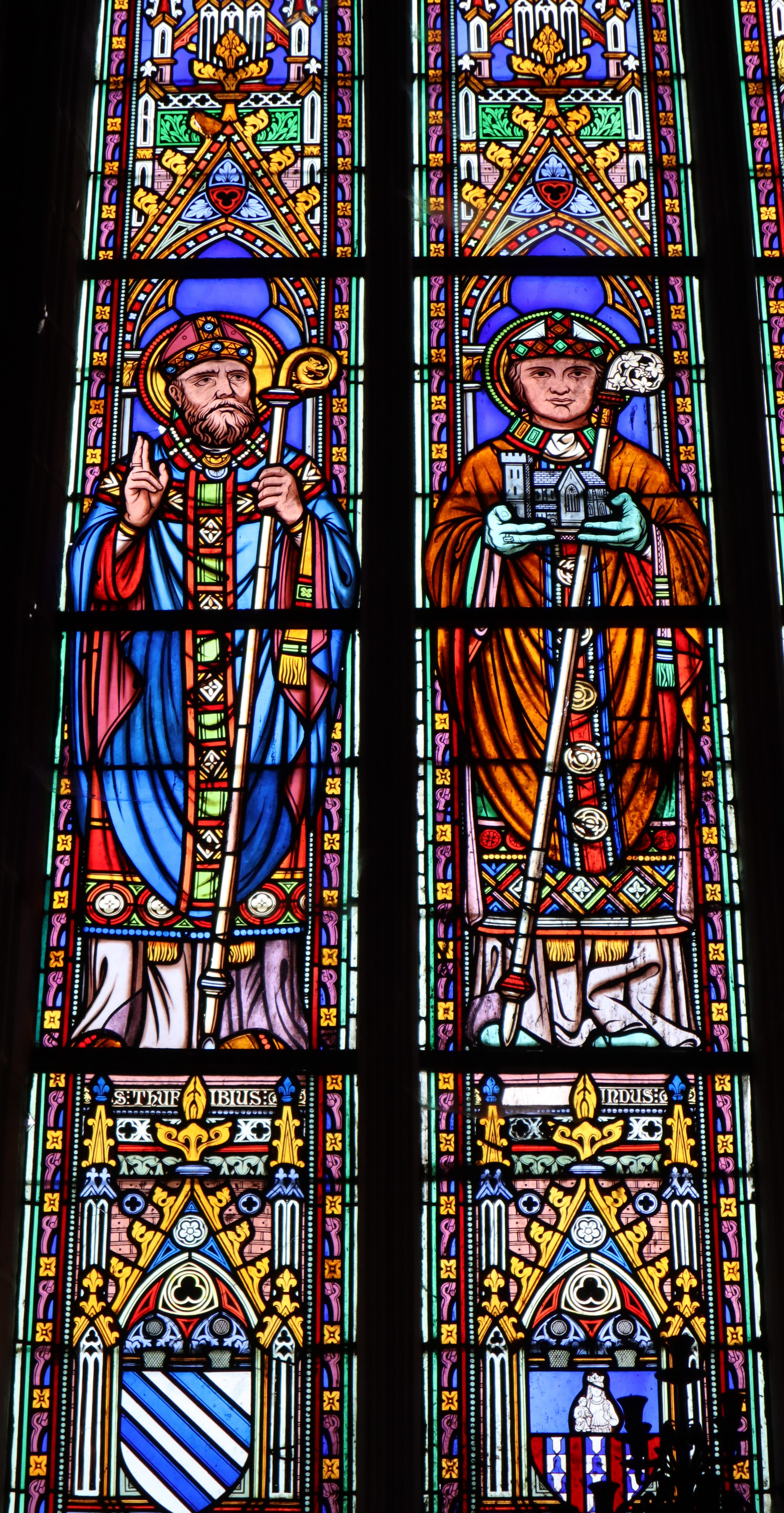
Saint Hadouin et saint Turibe, XIXe, ateliers du carmel du Mans.
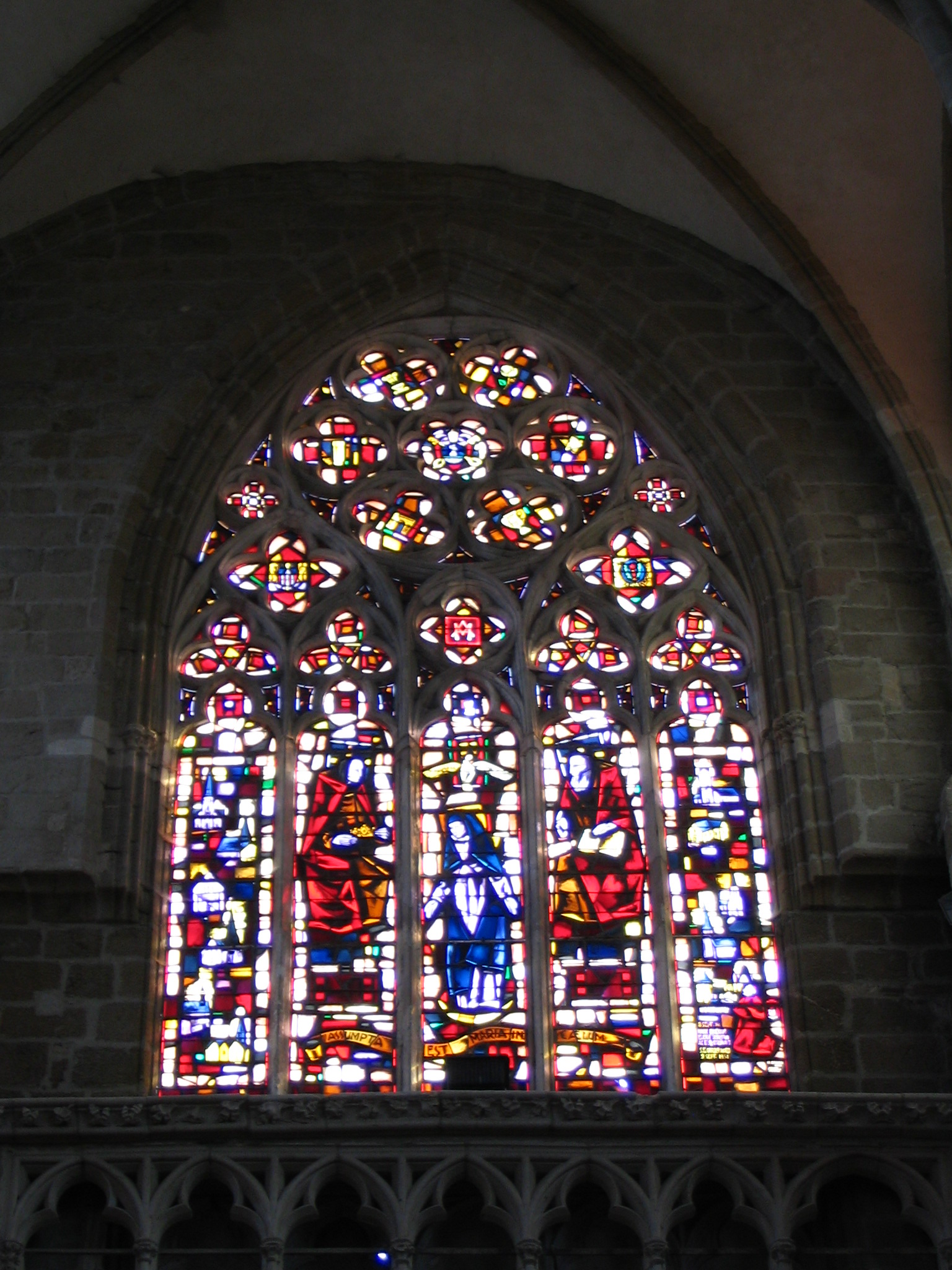
Verrière du transept sud.

##### Mobilier, duXIIIeauXIXesiècle
L'orgue : initialement placé dans le bas de la nef, un orgue est attesté depuis la fin du XVIe siècle, le buffet actuel du premier quart du XVIIe porte les armes de l'abbé Mortier, il est déplacé en tribune en 1666 et refait par Thomas Alport. Renouvelé complètement par Goydadin en 1877 il est restauré en 1964 par Beuchet-Debierre pour le buffet et par Roethinger pour l'instrument avec 20 jeux et 142 notes. Son accès se fait par l'escalier monumental du XVIIIe dans le couvent développé dans la tour porche romane. Il est classé monument historique en 1958,.

Orgue
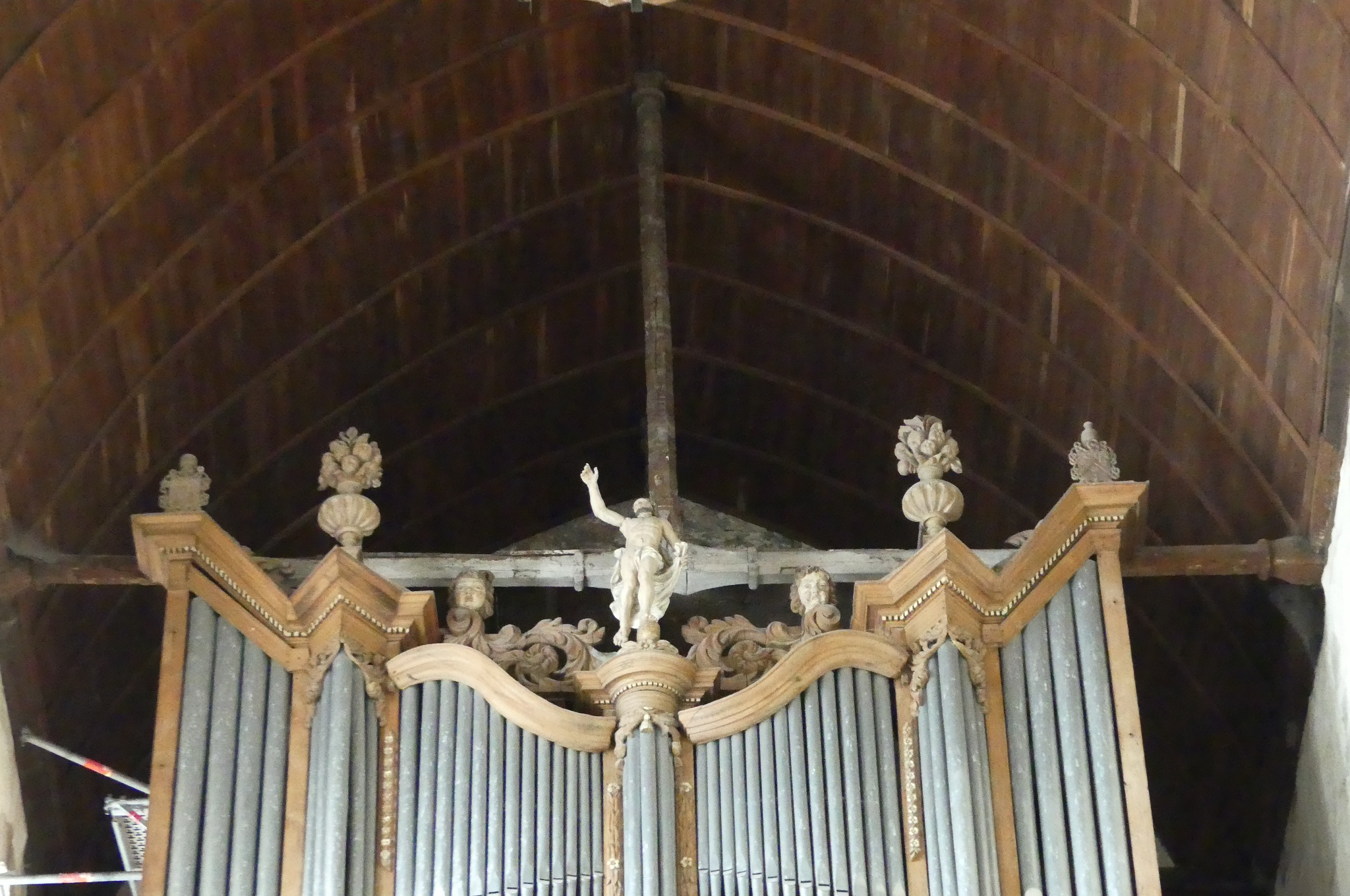
Détails de l'orgue et lambris XVIIe de la voûte.
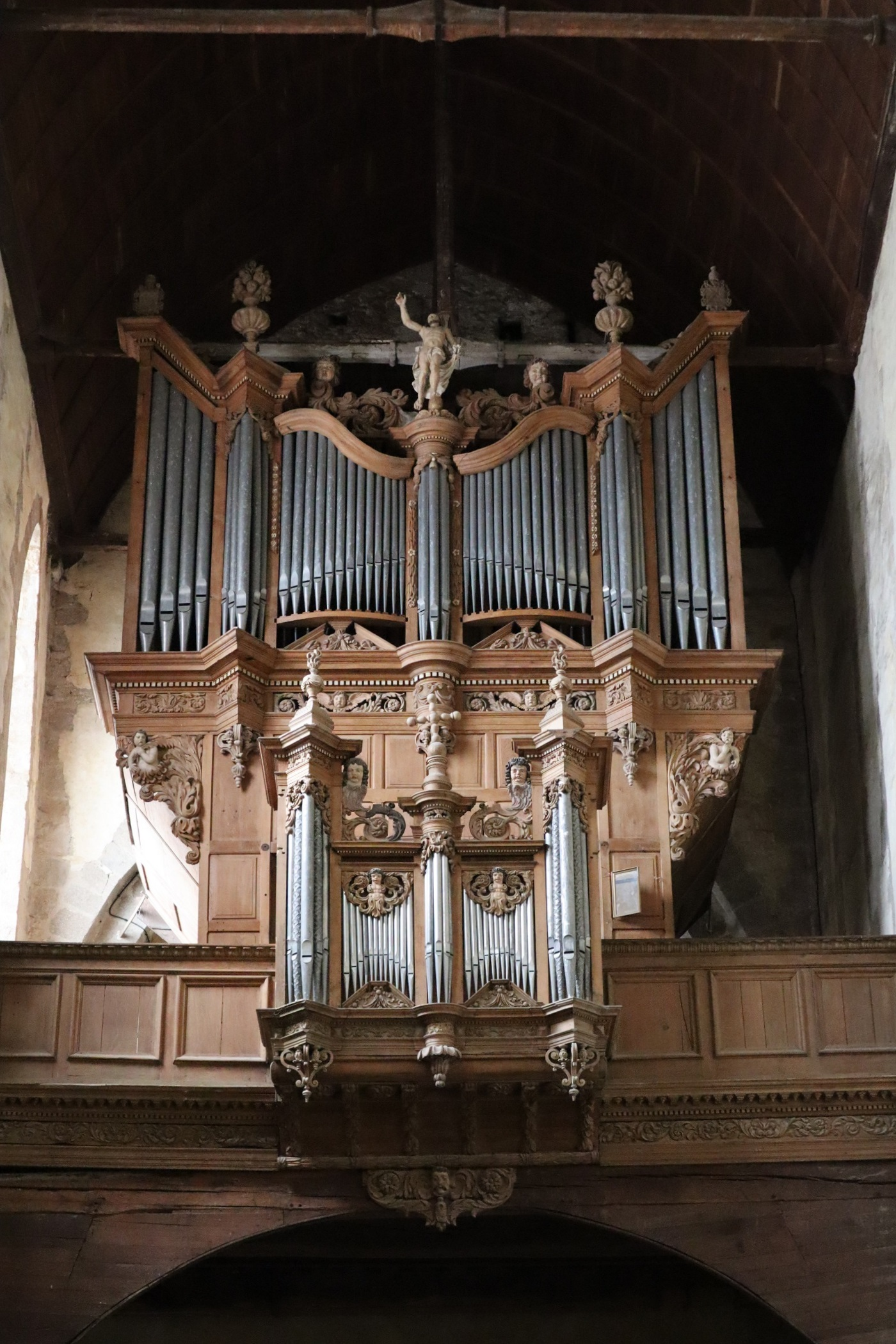
Buffet début XVIIe remonté dans la tribune.
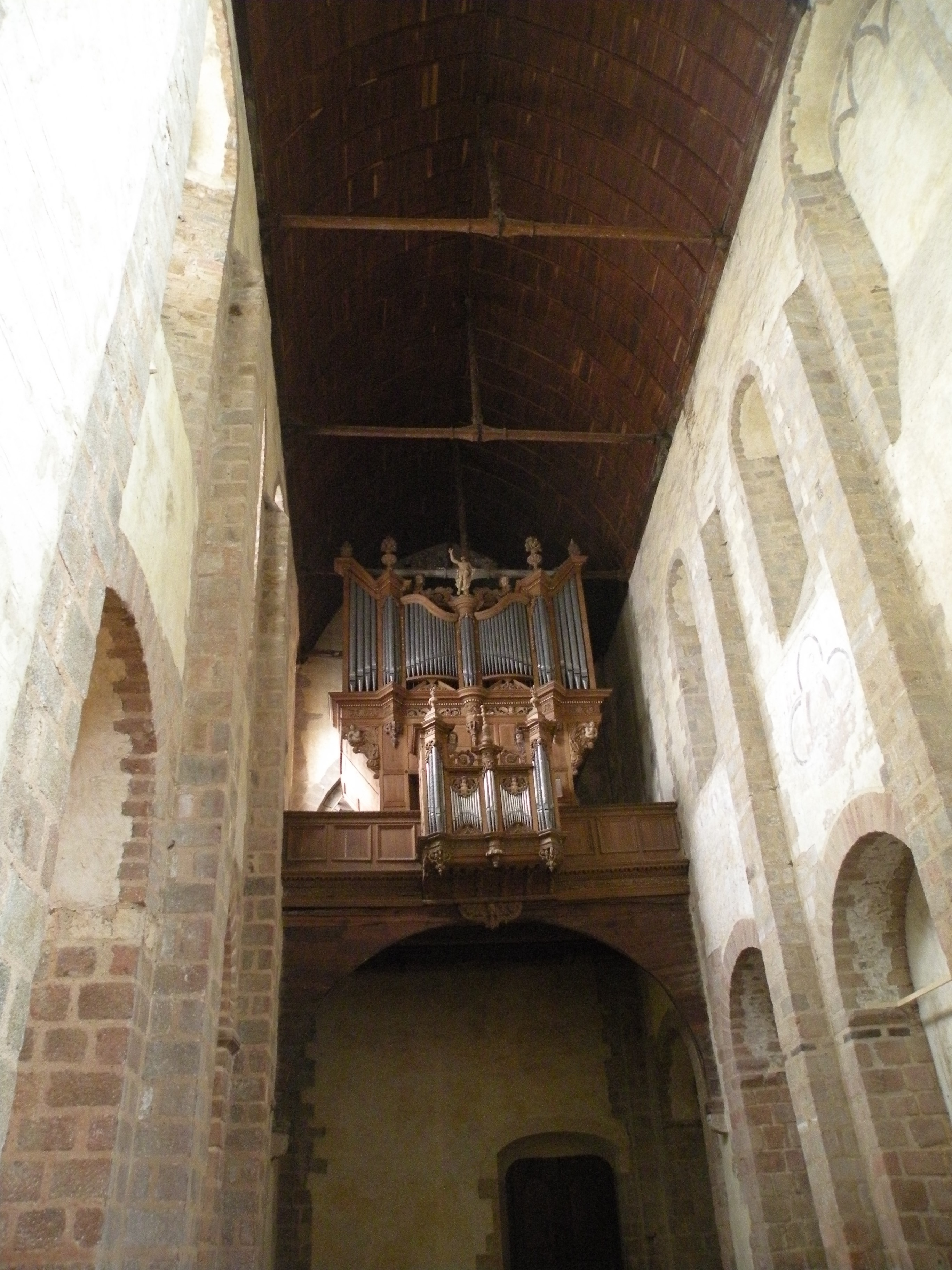
L'orgue dans la tribune au fond de la nef romane.

Les tapisseries : quatre tapisseries d'Aubusson du XVIIe siècle, figurant des scènes de l'ancien testament : Le Sacrifice d'Abraham, L'Échelle de Jacob, Loth et ses filles quittant Sodome, Agar et Ismaël, sont visibles dans la chapelle Saint-Crépin. Une autre tapisserie, le baptême du Christ orne les Fonts baptismaux en granit du XVe siècle au bas de la nef, elle est constituée de trois médaillons du XVe siècle rapportés sur une pièce probablement du XIXe siècle,

Tapisseries
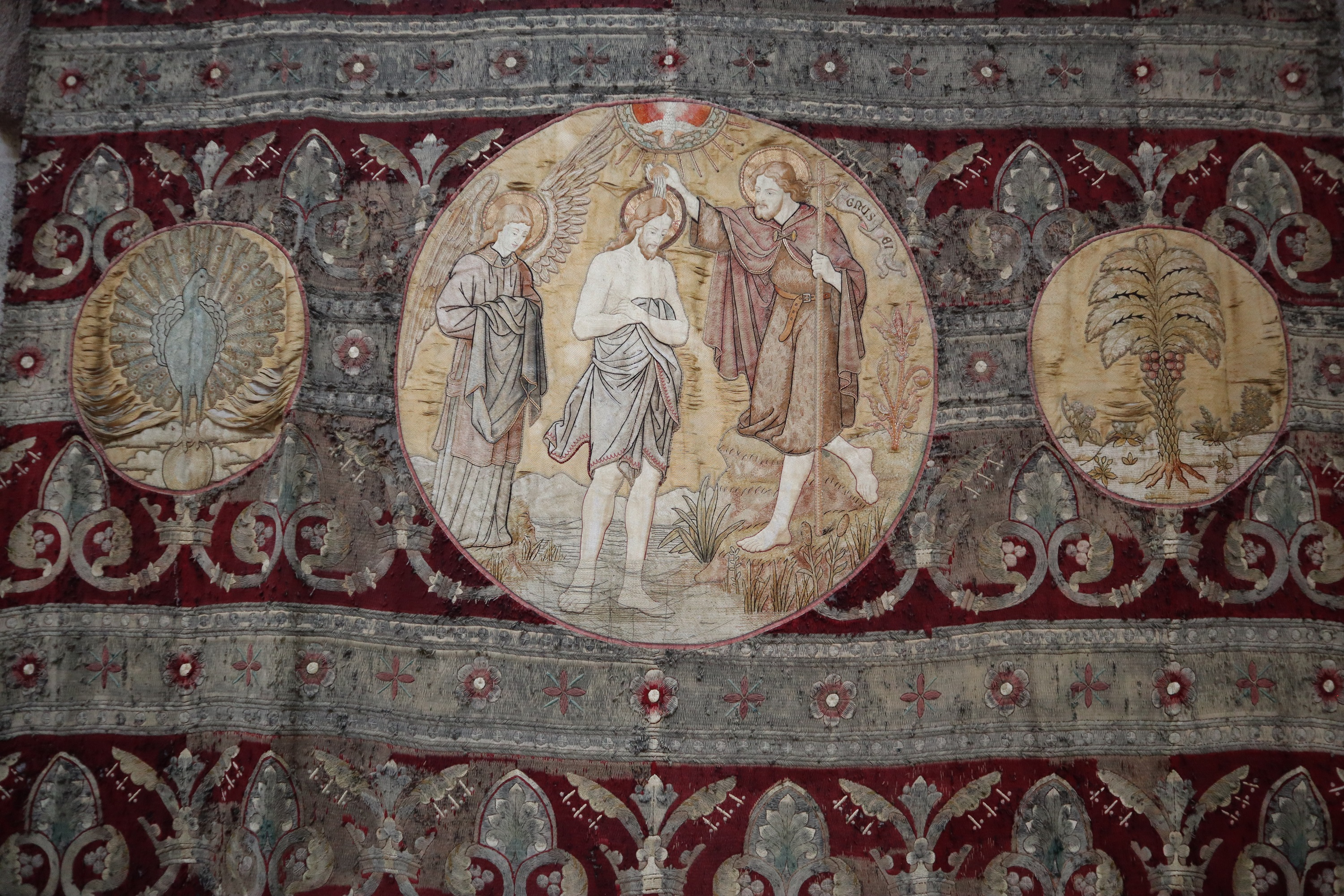
Tapisserie du baptême du Christ XVe - XIXe.
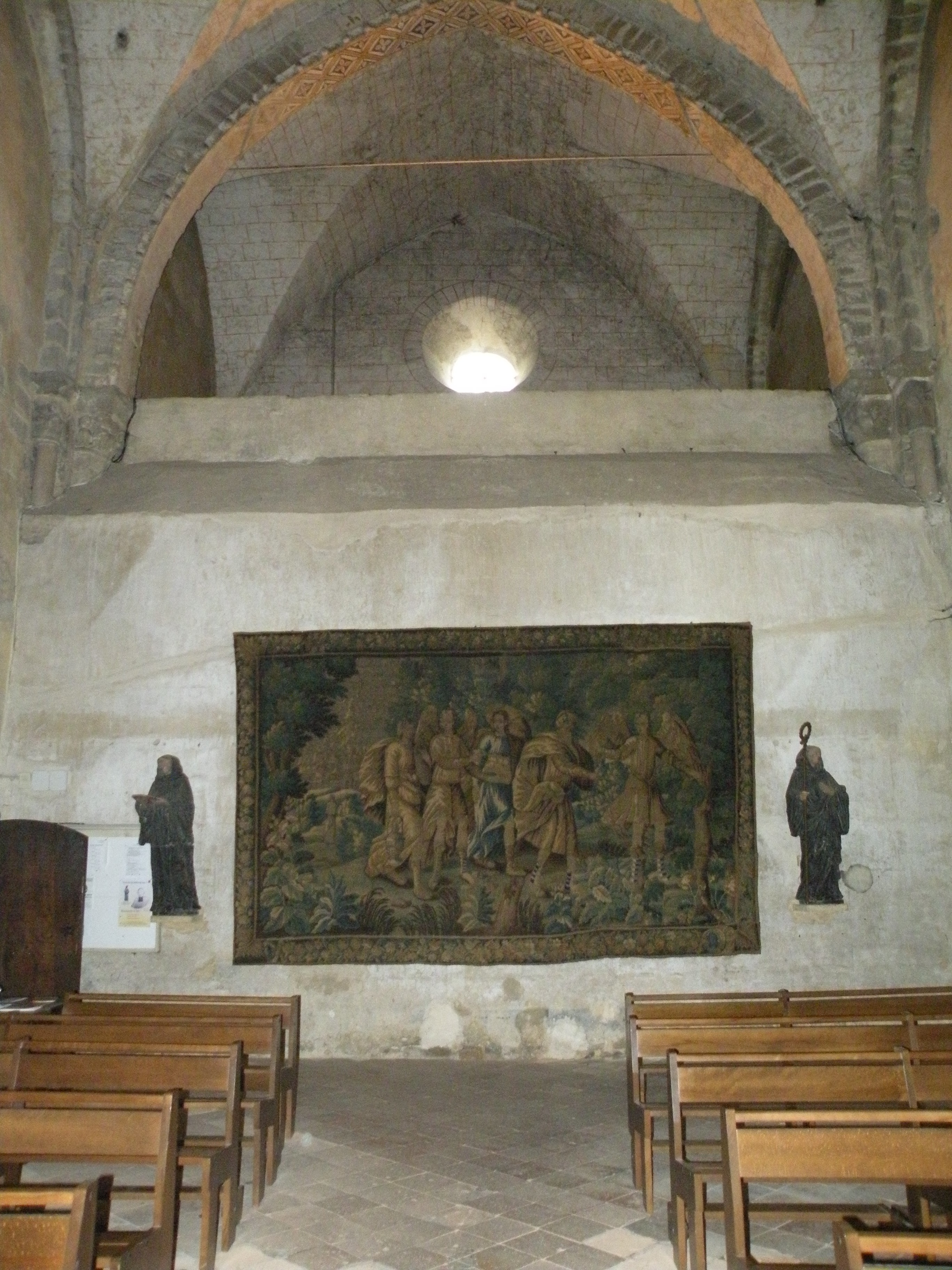
Aubusson XVIIe Le sacrifice d'Isaac, au fond l'ancien chartrier et la sacristie.
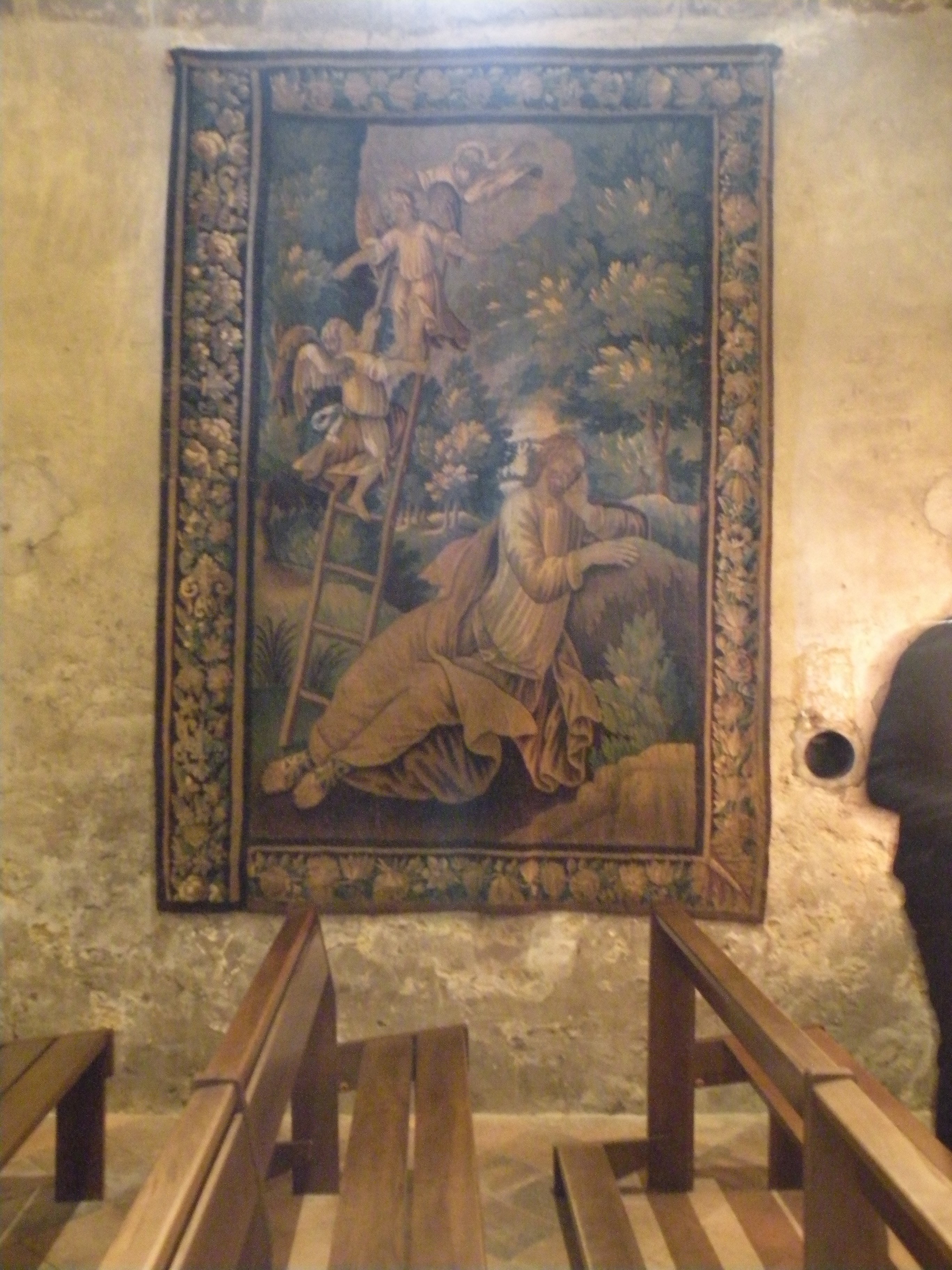
Aubusson XVIIe Le songe de Jacob.

Les statues : outre les éléments de l'architecture, une riche statuaire en matériaux variés, calcaire polychrome, bois, terre cuite du Mans allant du XIIIe au XVIIIe siècle ornent la nef, les transepts gothiques, le chœur, les chapelles rayonnantes et la chapelle Saint Crépin. Une Vierge de pitié en calcaire polychrome du XVe siècle, plusieurs Vierges à l'Enfant en calcaire polychrome, une crucifixion en bois du XIIIe siècle sont particulièrement bien conservés et restaurés. Plusieurs tombeaux et enfeus sculptés de personnages laïques ou de religieux abbés, la plupart déplacés, font également l'objet d'un classement aux monuments historiques.

Statuaire
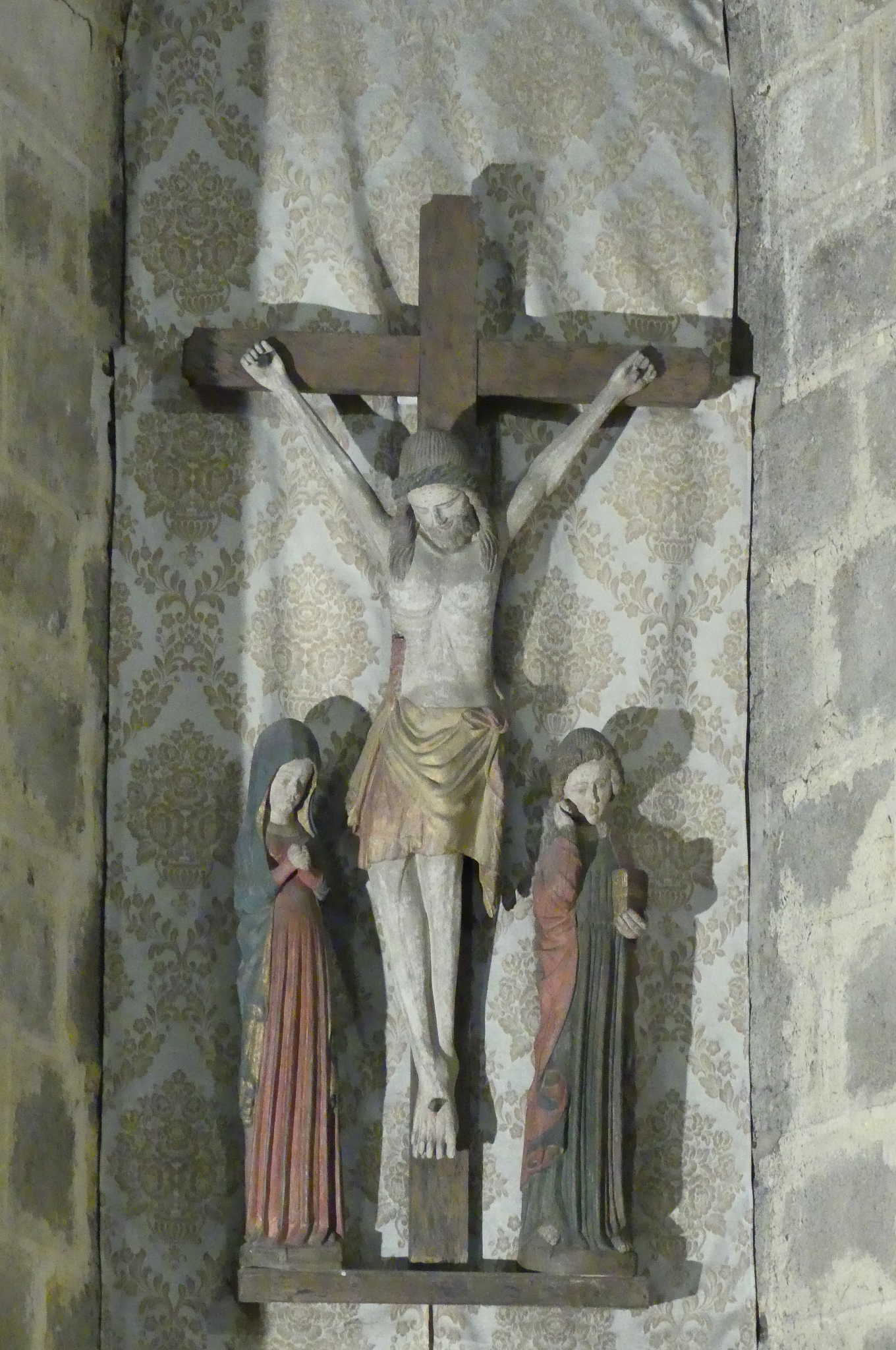
Crucifixion XIIIe.
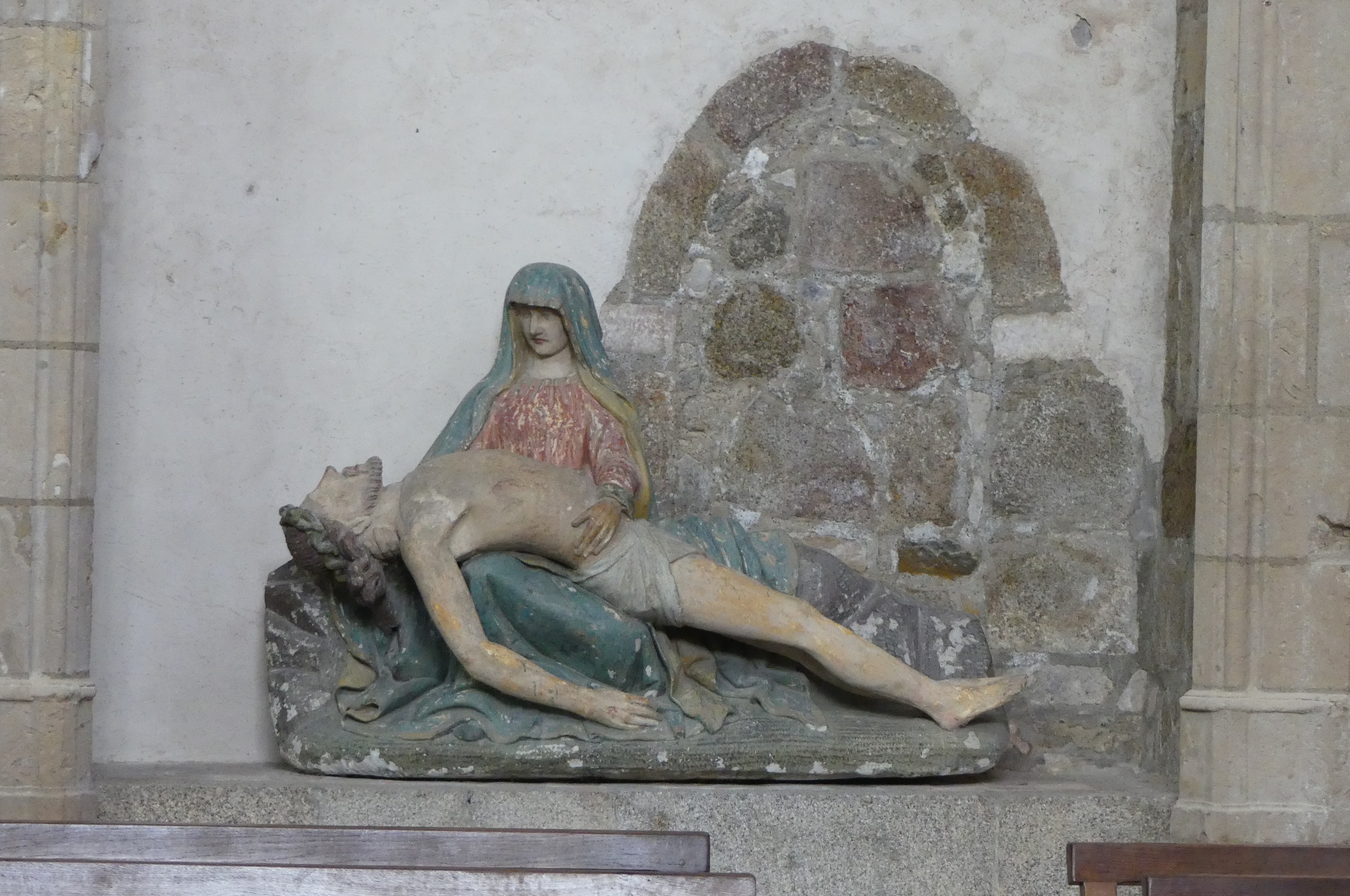
Pietà basilique d'Évron.
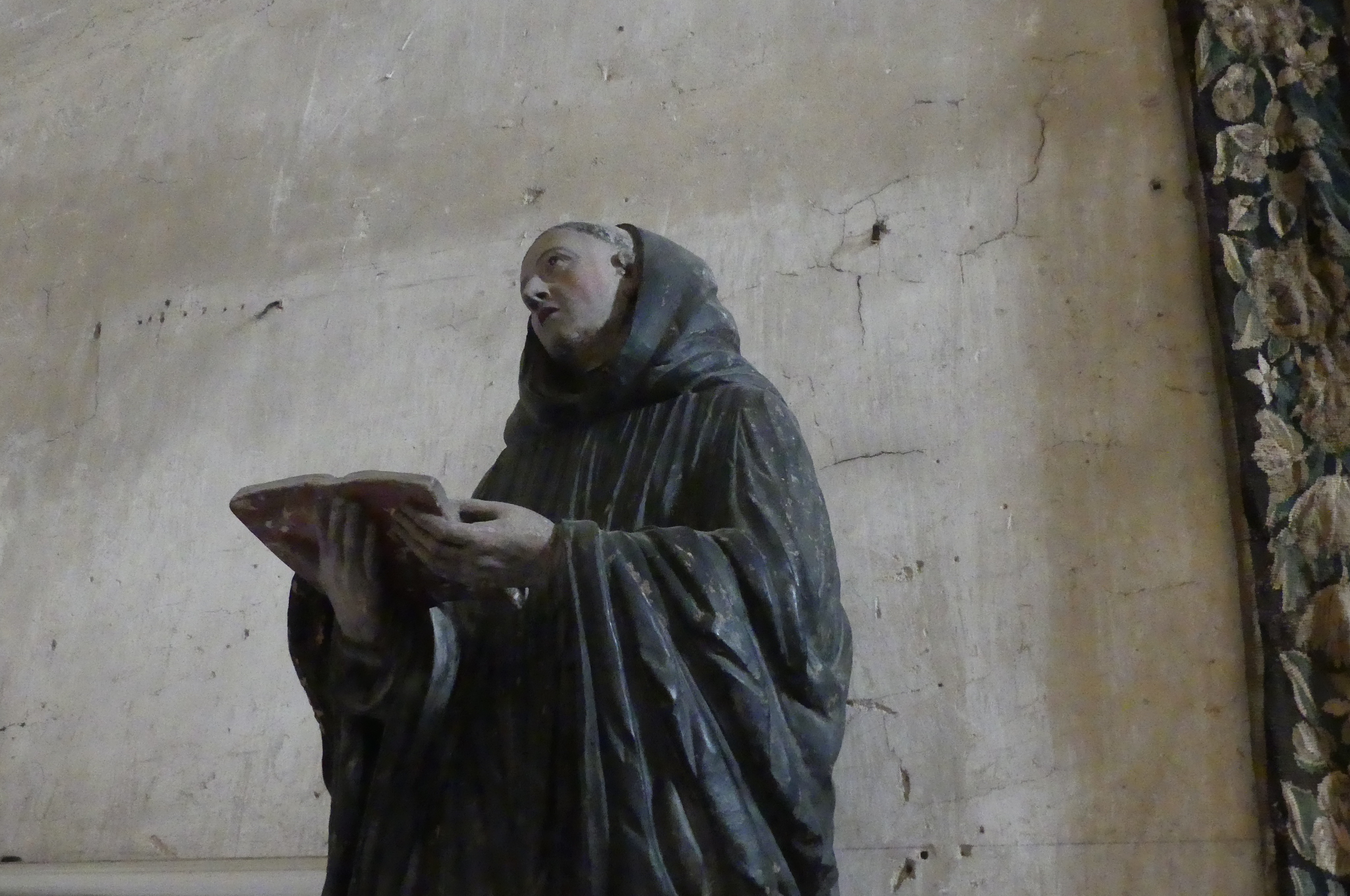
Saint Placide, compagnon de saint Benoit, Terre cuite XVIIe.

Le maître autel de 1782 : en 1781 l'abbé Barbier réaménage le chœur, remplace les stalles du début du XVIe siècle, installe les nouvelles avec le trône abbatial plus dans l'abside et achète un nouveau maître-autel orné d'une mise au tombeau sculptée par Felix Lecomte, cette œuvre, commandée initialement pour la cathédrale de Sées, est récusée en raison d'une tache dans le marbre avant d'orner la basilique,

Autel et stalles
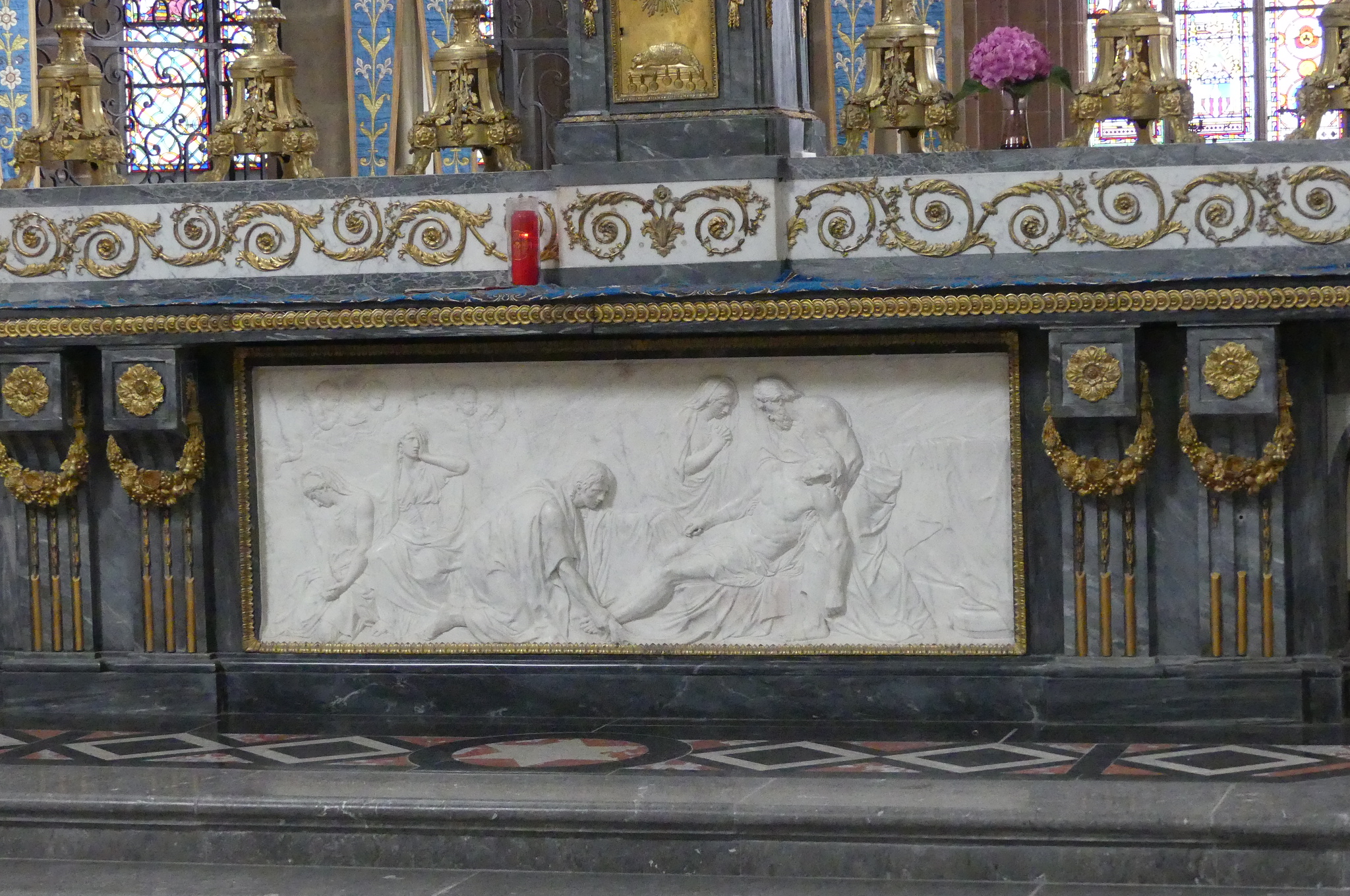
Maître-autel et bas-relief d'Auguste Lecomte 1782.
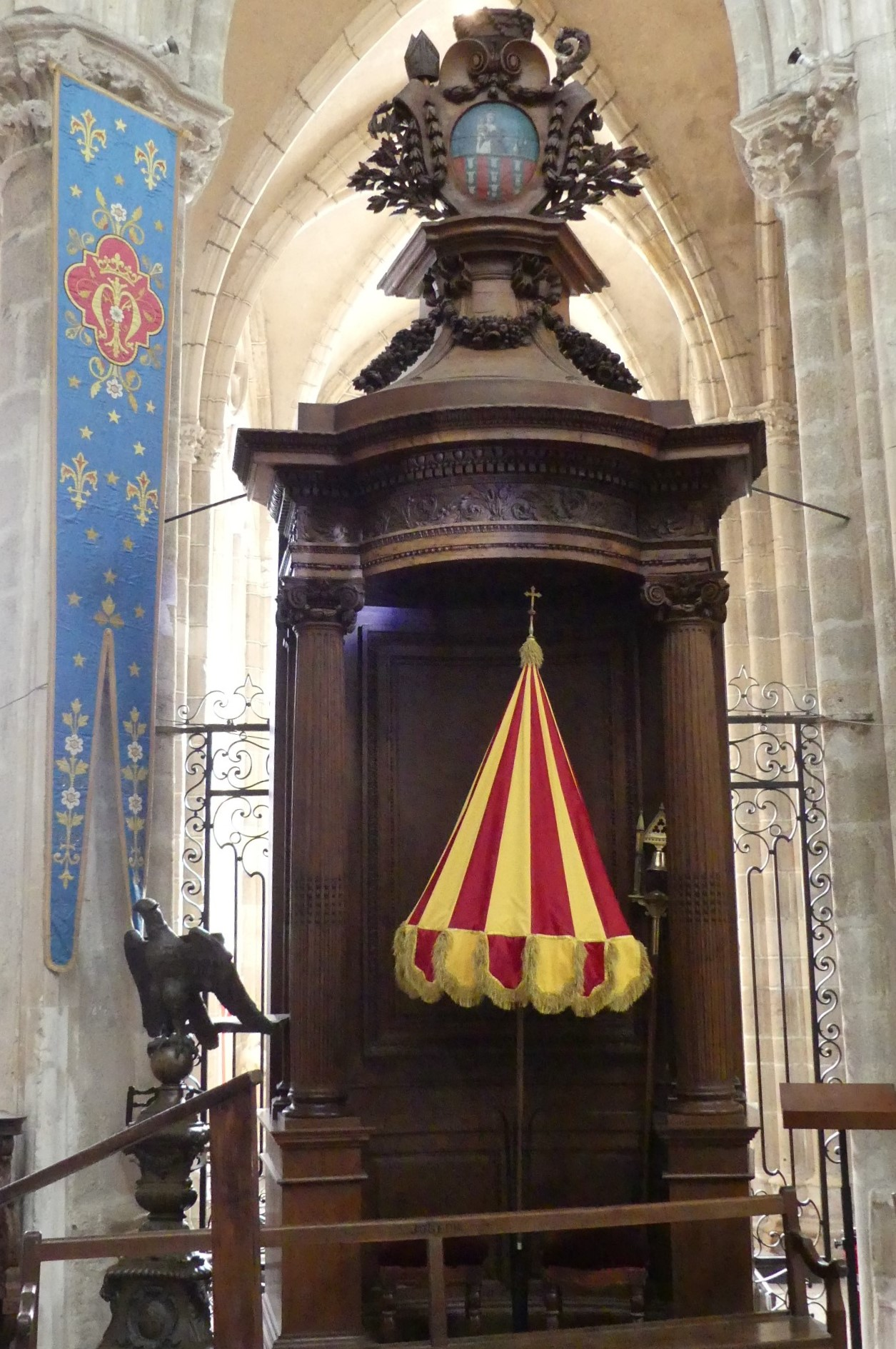
Trône abbatial de 1782 et attributs de la basilique.

##### Reliques et trésor
Les reliques sont rassemblées dans la chapelle saint Crépin avec le trésor. Après le pillage de l'abbaye pendant les guerres de Religion François de Chateaubriand en 1515 obtient du pape Léon X plusieurs reliques pour l'abbaye. Il fait également refaire le reliquaire du lait de la Vierge, relique fondatrice. Cette œuvre d'orfèvrerie en vermeil est réalisée en 1516, son dessin est attribué à Simon Hayneufve. L'autre pièce majeure est la Vierge à l'Enfant, statue reliquaire du voile de la Vierge du XVe siècle en argent repoussé sur bois dont le socle en ébène est changé à la fin du XIXe siècle. Ces deux pièces exceptionnelles ont été exposées à plusieurs reprises dans des expositions nationales ou internationales. Deux bustes reliquaires en cuivre sont réalisés à Angers en 1644, l'un figurant un pape, saint Léon, patronyme du pape donateur de relique en 1515, l'autre figurant un évêque, saint Hadouin, évêque du Mans fondateur de l'abbaye. Deux autres œuvres retiennent l'attention : la statue de Notre Dame de l'épine du XIIIe siècle en chêne polychrome et décorée de plaques d'argent, d'émaux, de turquoises, de grenats et de pâtes de verre, et deux bas-reliefs en bois polychrome du début du XVIe siècle représentant le miracle du pèlerin et de l'épine,,,(p. 28 et 31).

Reliques et trésor
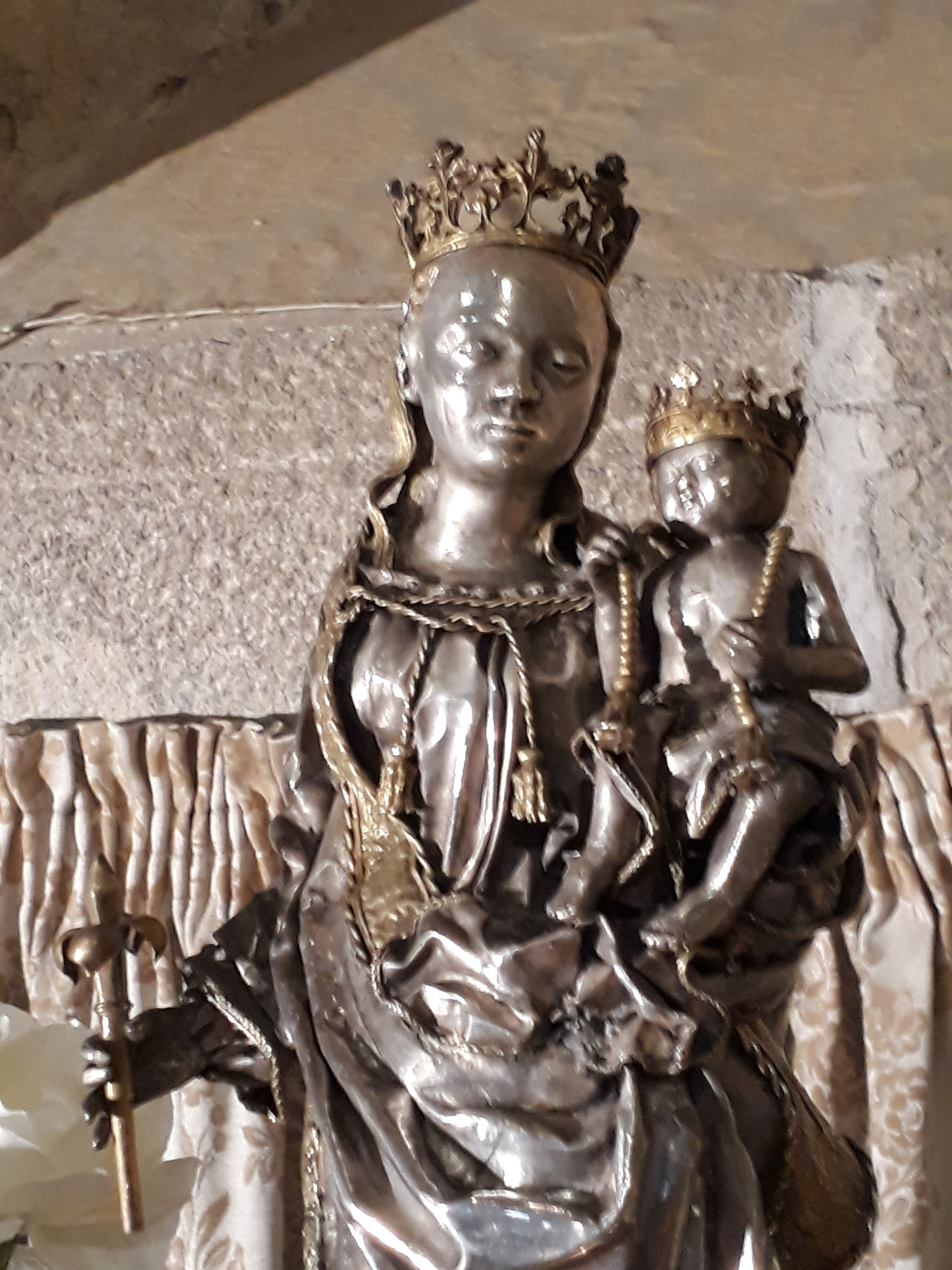
Statue reliquaire du voile de la Vierge XVe argent repoussé sur bois.
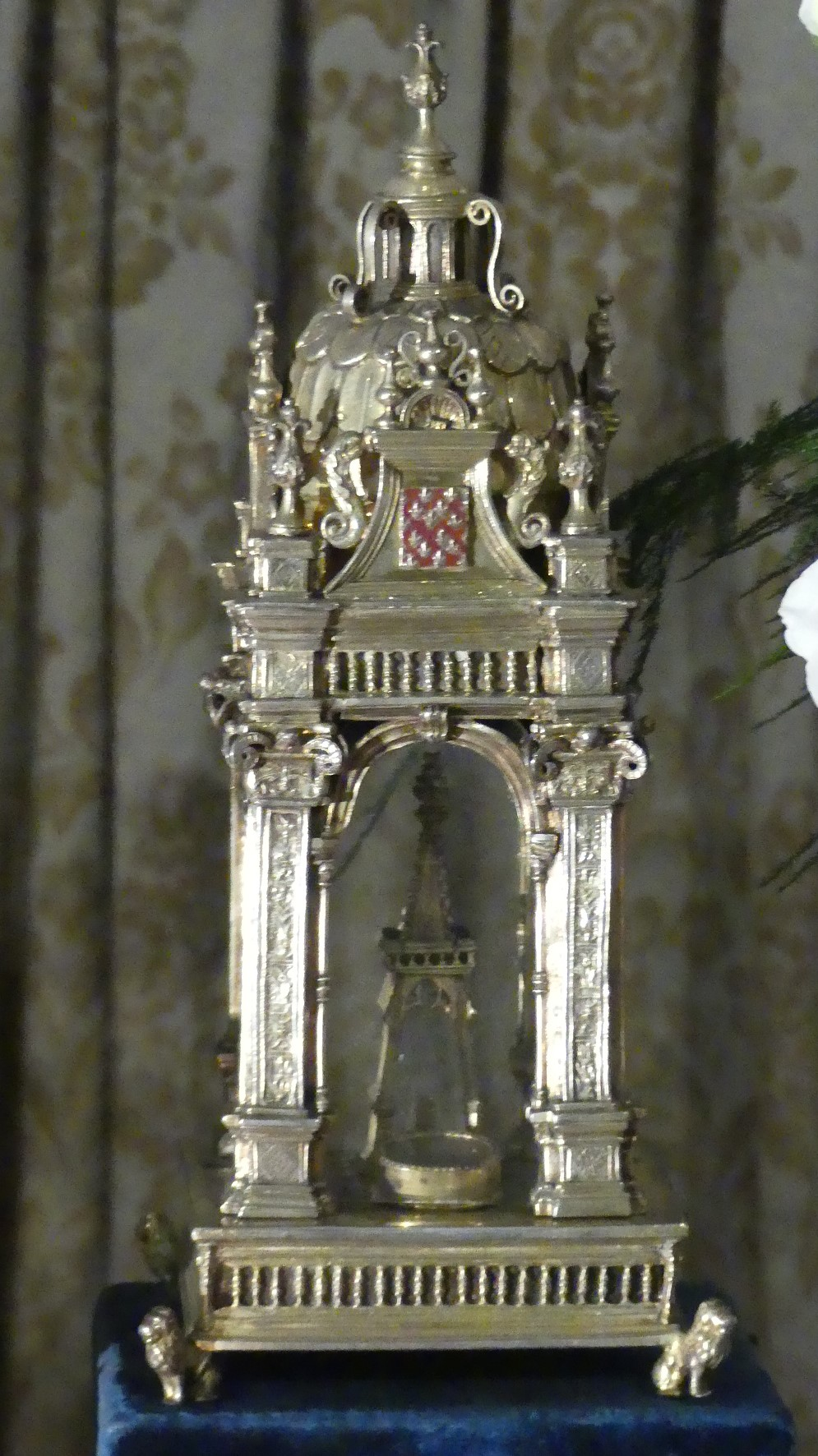
Reliquaire du lait de la Vierge XVIe aux armes de François de Chateaubriand.
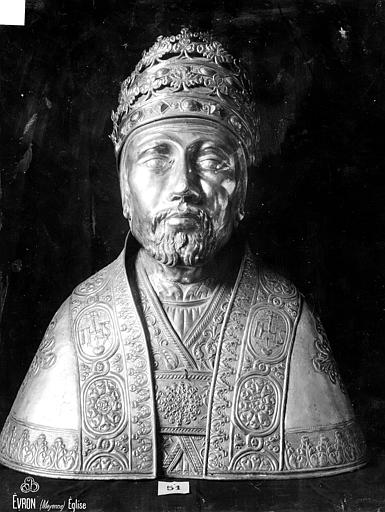
Buste reliquaire du pape saint Léon. 1644.
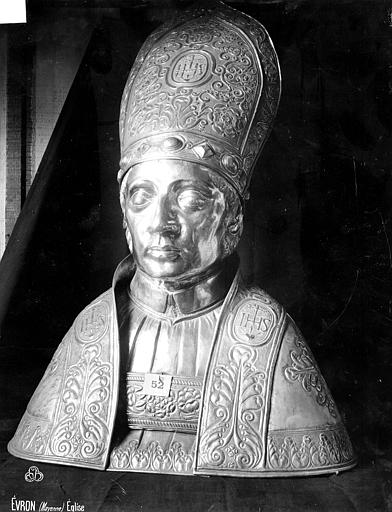
Buste reliquaire de l'évêque Hadouin fondateur de l'abbaye, 1644.
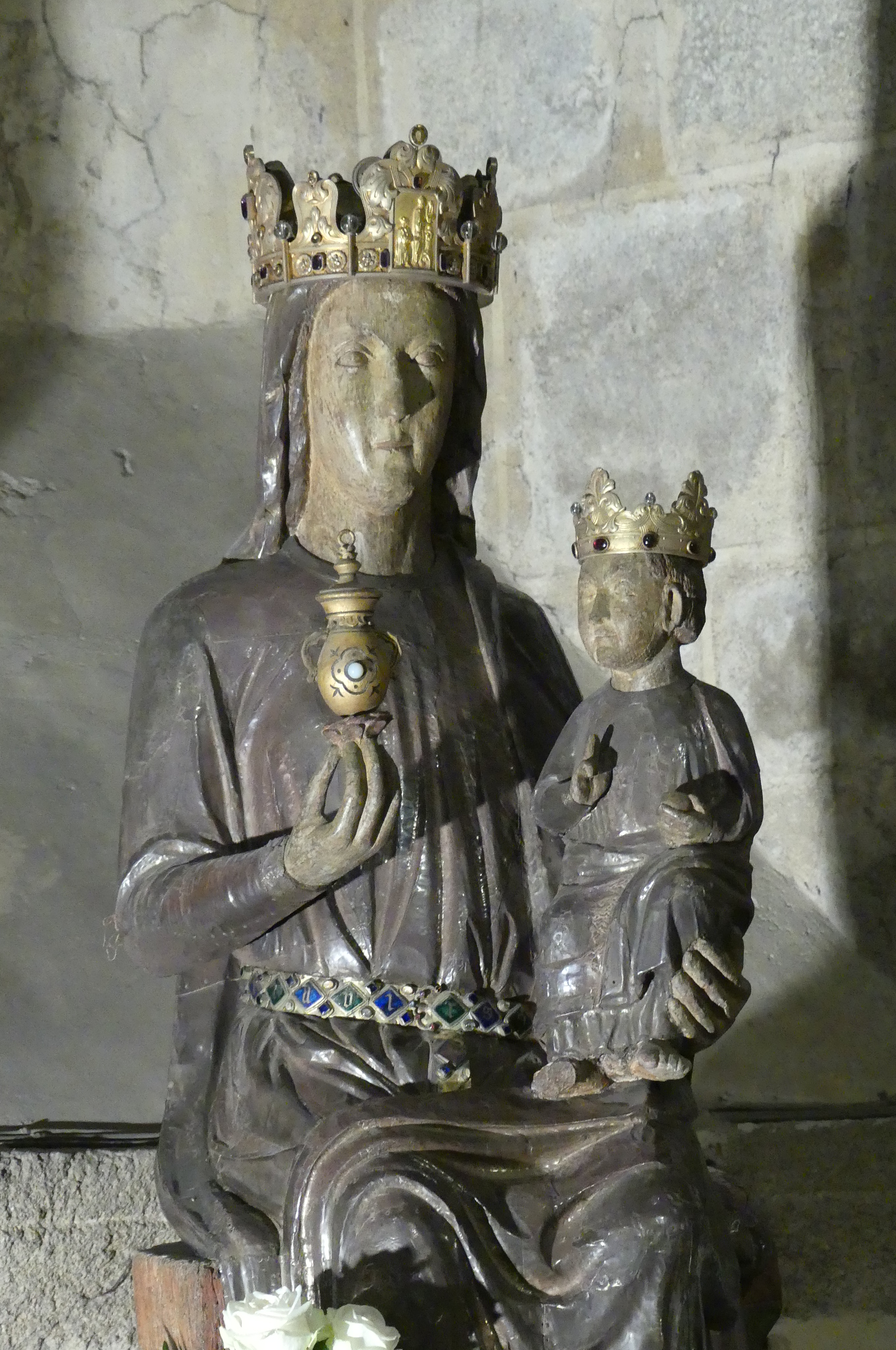
Vierge à l'Enfant tenant une fleur d'épine XIIIe.
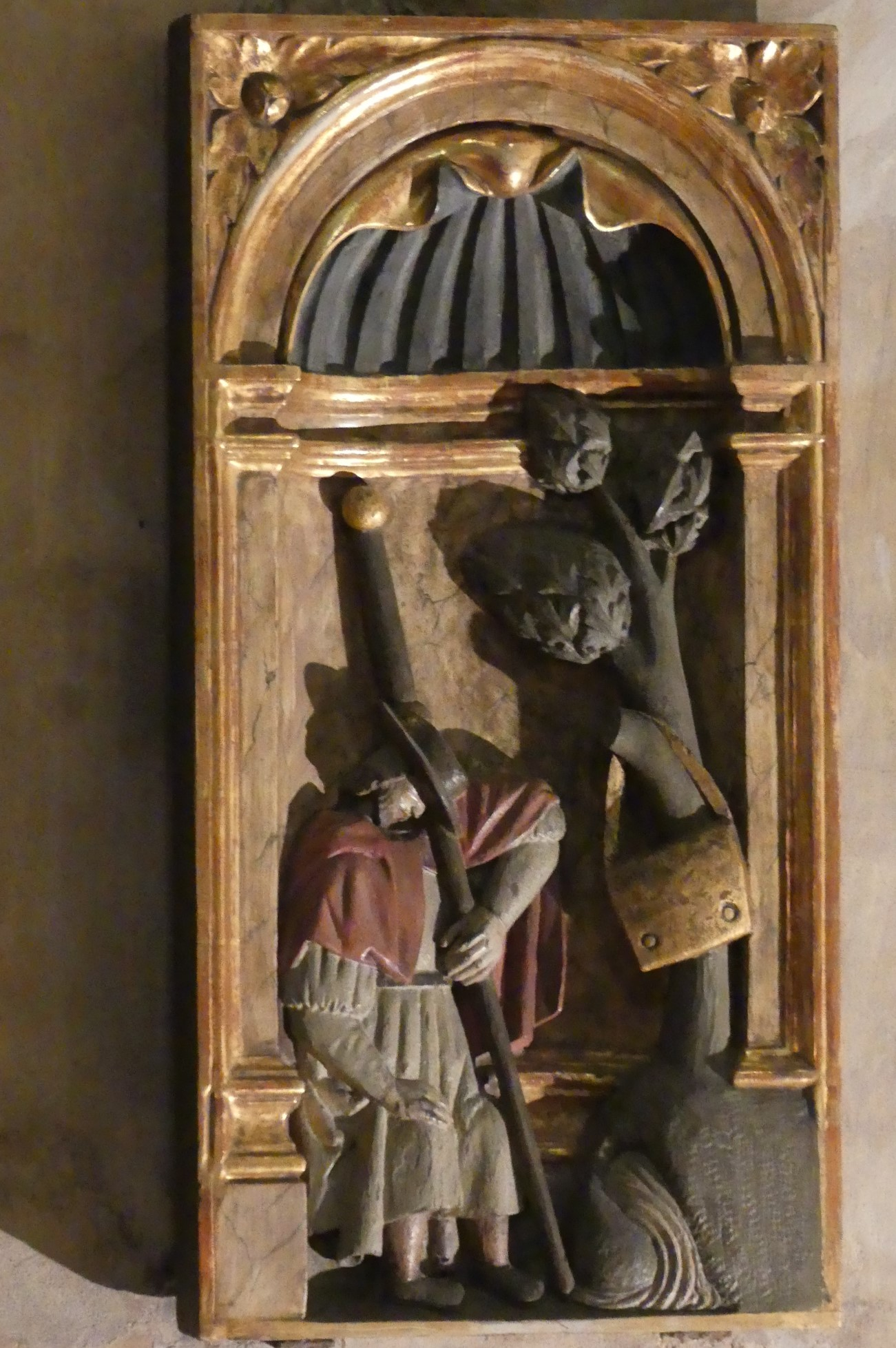
Légende de l'épine le sommeil du pèlerin XVIe.

### Le couvent
Construit initialement au nord de l'abbatiale, il subit plusieurs modifications. L'abbé commendataire Claude Belot au début du XVIIe siècle fait détruire le bas-côté nord de l'abbatiale et la chapelle Saint-Michel de l'infirmerie qui lui est accolé pour construire son logis abbatial (p. 51). En 1726, devant le mauvais état des bâtiments conventuels au nord, est commencée la construction du nouveau couvent à l'ouest sous l'impulsion du prieur régulier dom Patron. La construction de style néoclassique englobe le clocher-porche et l'entrée principale de l'abbatiale ; la tour est profondément transformée à l'intérieur pour y loger un majestueux escalier éclairé par une large baie ouverte au sud desservant l'étage mais aussi la tribune de l'orgue. La façade aux larges et nombreuses ouvertures donne sur une terrasse et un grand jardin rectangulaire à la française. En raison de sa ressemblance avec l'abbaye aux Hommes de Caen, le plan  est attribué à Guillaume de La Tremblaye moine bénédictin et sa construction au maître maçon Jacques Laurent Bayeux. La construction est arrêtée en 1744, suffisante pour les douze moines qui l'occupent à l'époque. Les jardins à la Le Nôtre de 150 m sur 120 m sont aménagés en 1775.

Couvent XVIIIe siècle
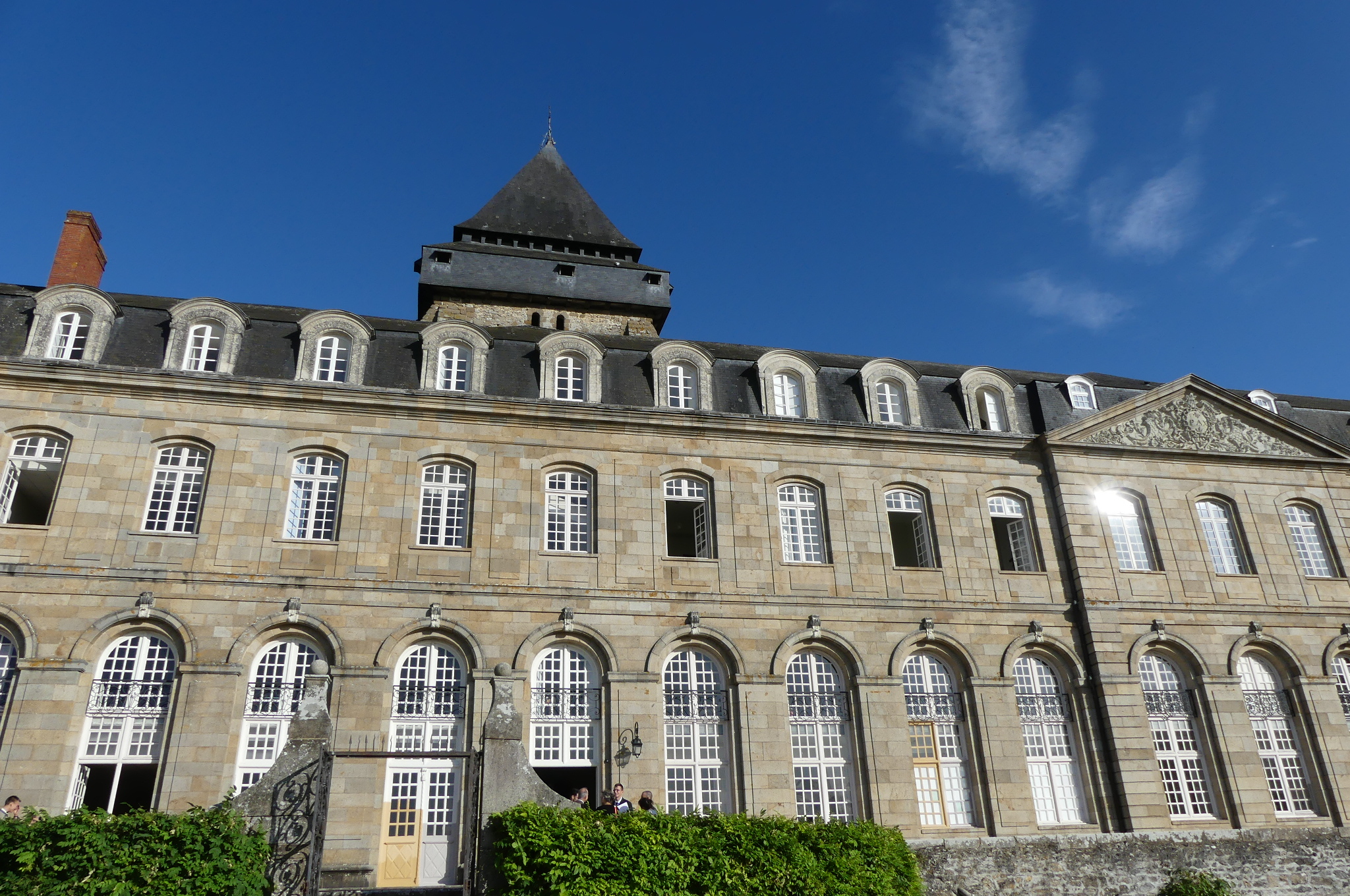
Façade ouest du couvent entrée du jardin et sommet de la tour clocher.
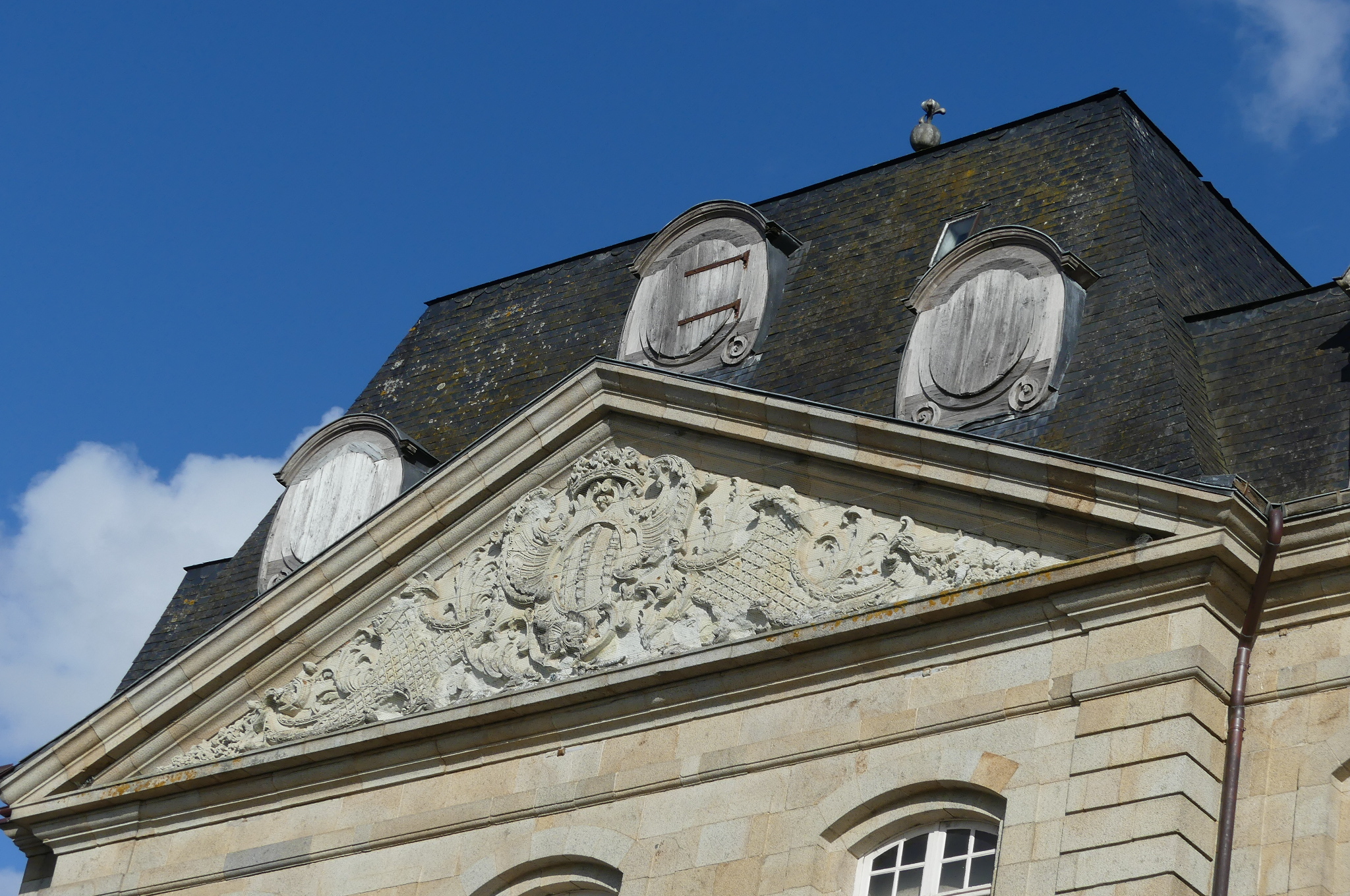
Façade ouest granite 1726-1744 du couvent. Fronton aux armes de l'abbaye.
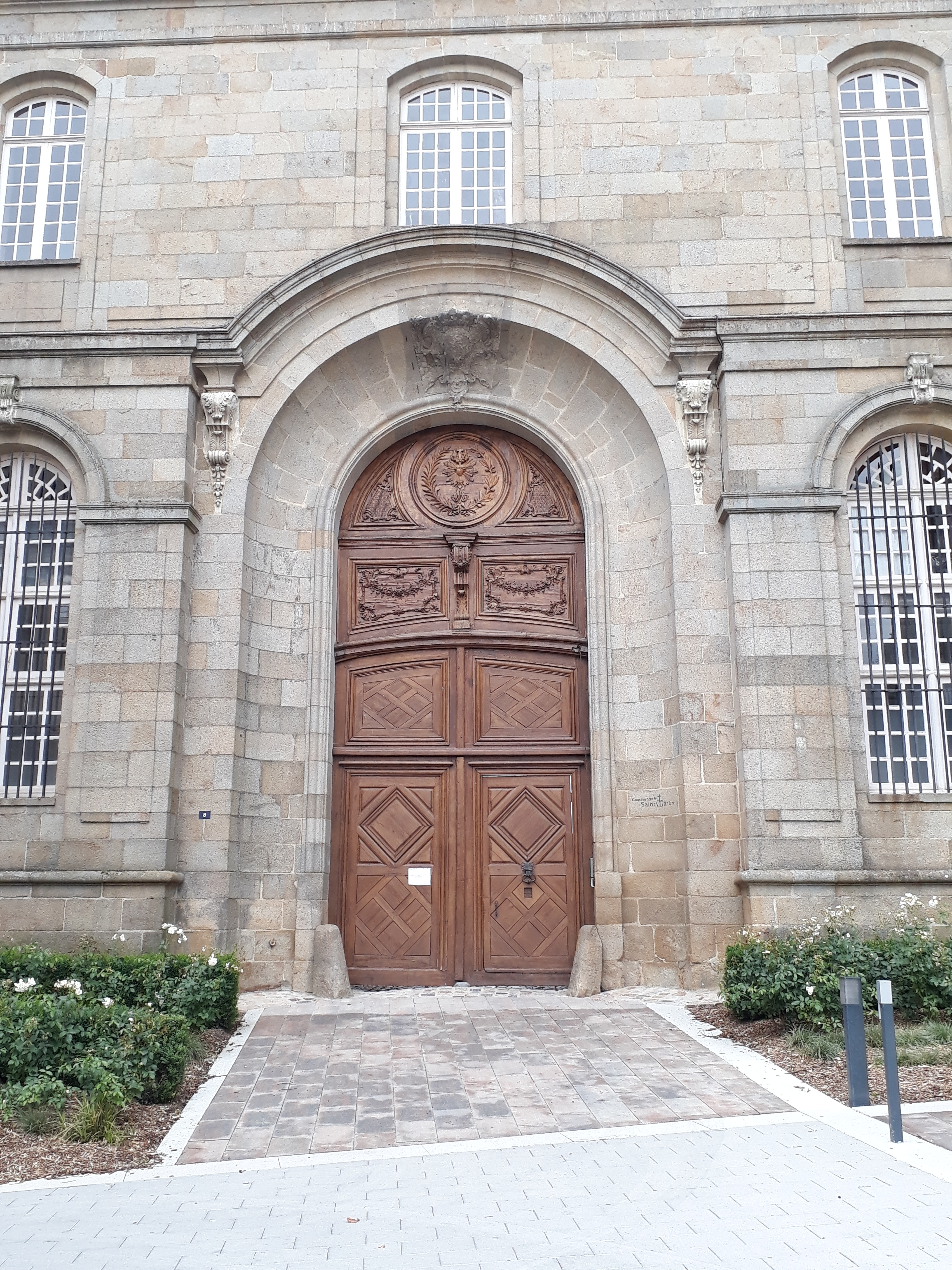
Porte du couvent XVIIIe au sud de la basilique place de l'abbaye.
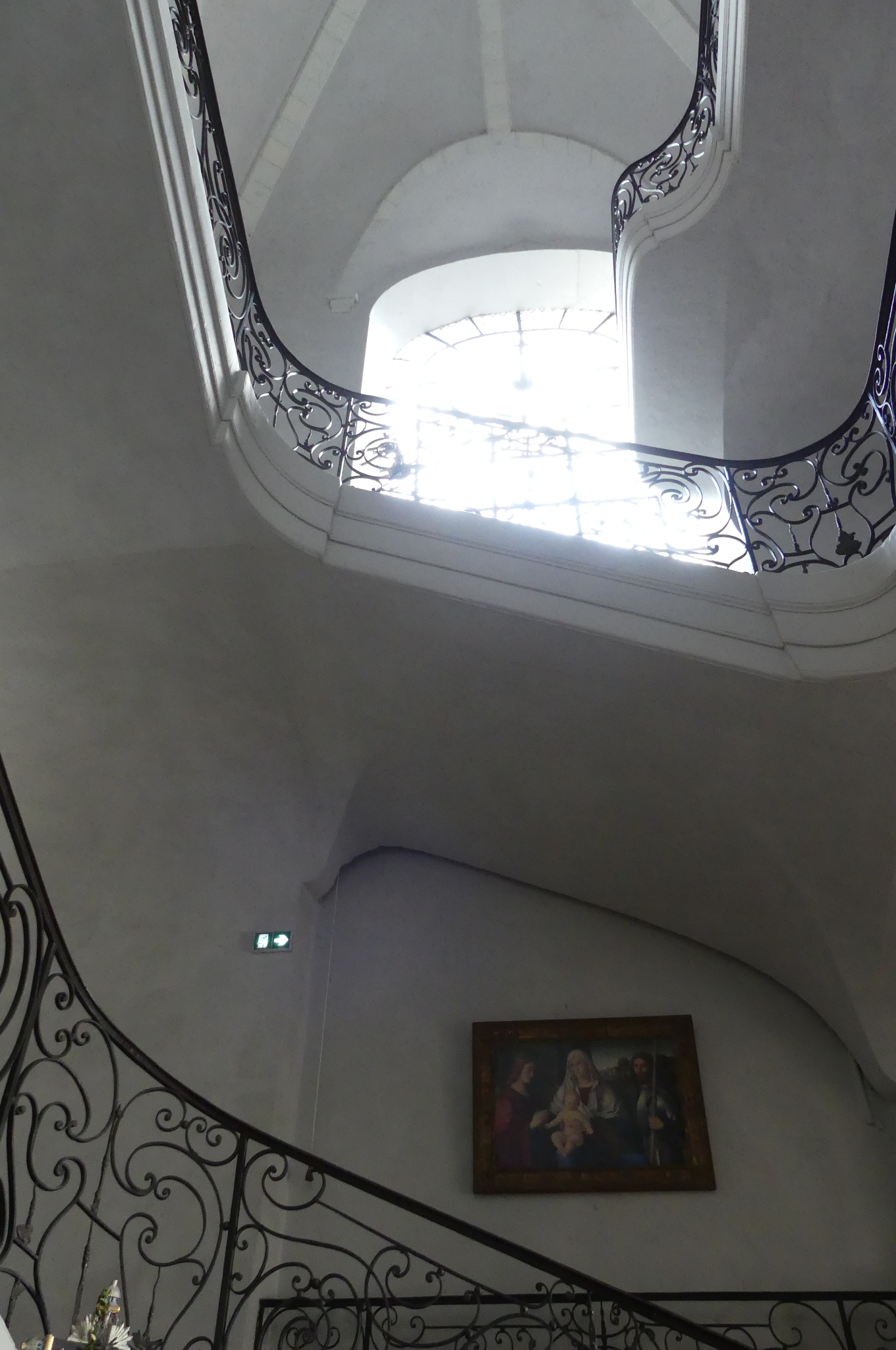
Escalier XVIIIe dans la tour romane et grande baie sud.
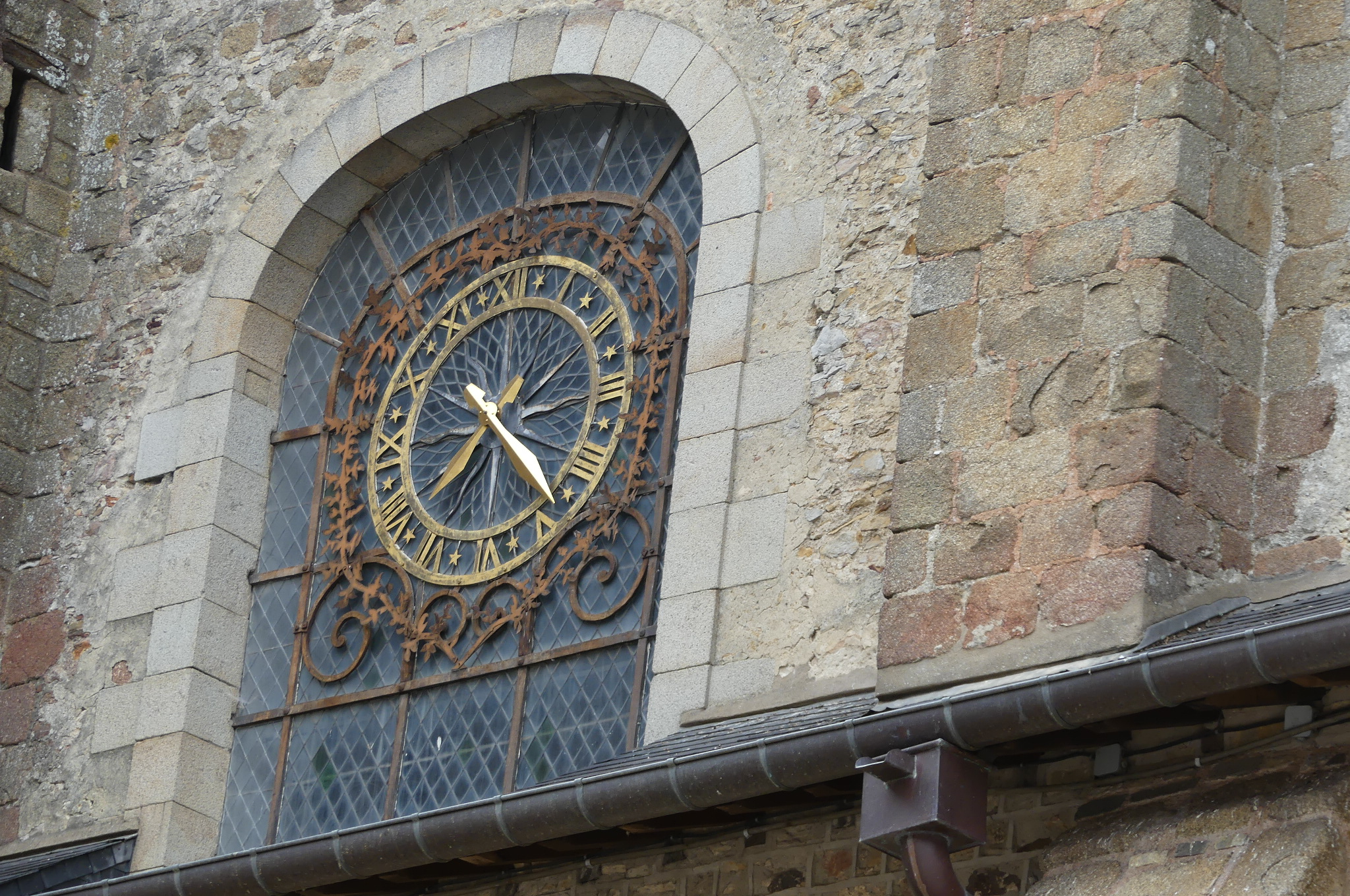
Baie XVIIIe et horloge, face sud du clocher-porche pour éclairer le grand escalier.

### L'enceinte abbatiale hier et aujourd'hui
À l'époque médiévale l'abbaye comprend l'église Saint-Martin qui existait déjà à la refondation de l'abbaye en 989, située au sud de l'abbatiale sur l'emplacement de la place de la basilique elle mesure environ 30 m et sert d"église paroissiale, elle est démolie en 1793, l'abbatiale devient alors en 1800 église paroissiale quand elle est rendue au culte. Une porte de l'église donnait dans les halles construites le long de sa face sud. Le cimetière était situé de 1225 à 1750 entre l'église Saint-Martin et l'abbatiale. L'enceinte de l'abbaye est double, à l'intérieur elle part de la tour porche, la façade sud de l'abbatiale avec les marques du pont-levis du portail et la baie sud du transept partiellement murée, à l'est les bâtiments abbatiaux avec le deuxième pont-levis et la tour du logis de l'abbé défendue par des meurtrières et ornée d'un cadran solaire. La deuxième enceinte extérieure se reconnaît à certains vestiges, au sud le porche surmonté d'une construction qui sert de prison à la Révolution, à l'est un porche en face de l'entrée à pont-levis. Entre les deux, ce qui est aujourd'hui la place de l'abbatiale correspond aux fossés comblés en 1616.
La grange dîmeresse au nord de l'enceinte, bâtiment de plus de 600 m2 est détruite par un incendie en 1881, une ruelle de la Grange-Dîmeresse en marque l'endroit.

Enceinte abbatiale
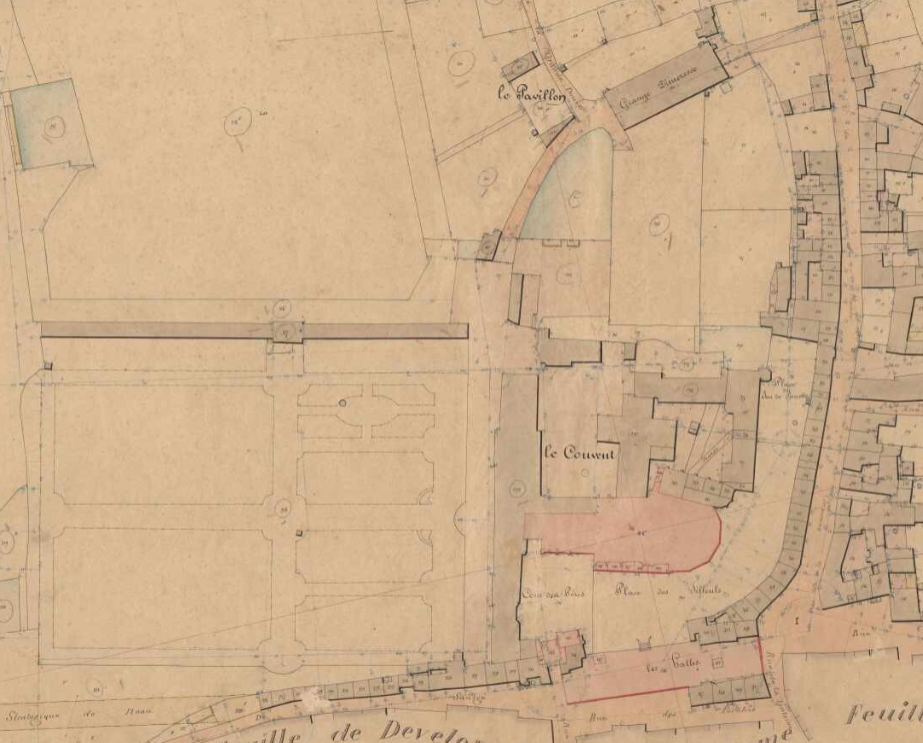
Plan 1837 (cadastre Napoléon) couvent.
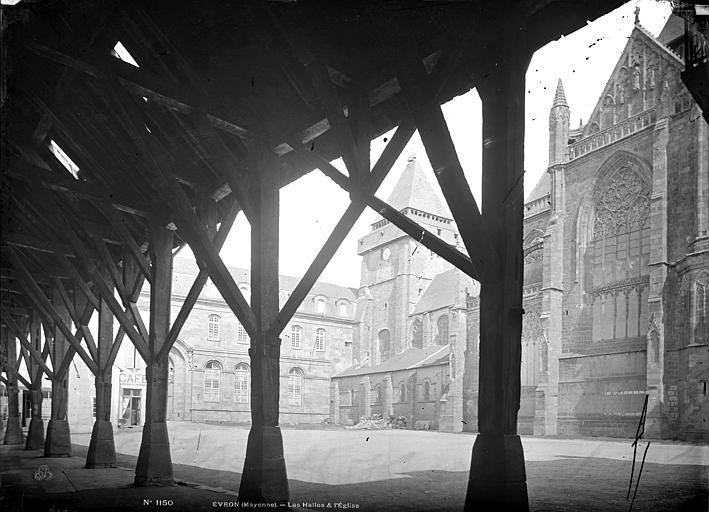
Abbaye bénédictine Notre-Dame d'Évron, halles.
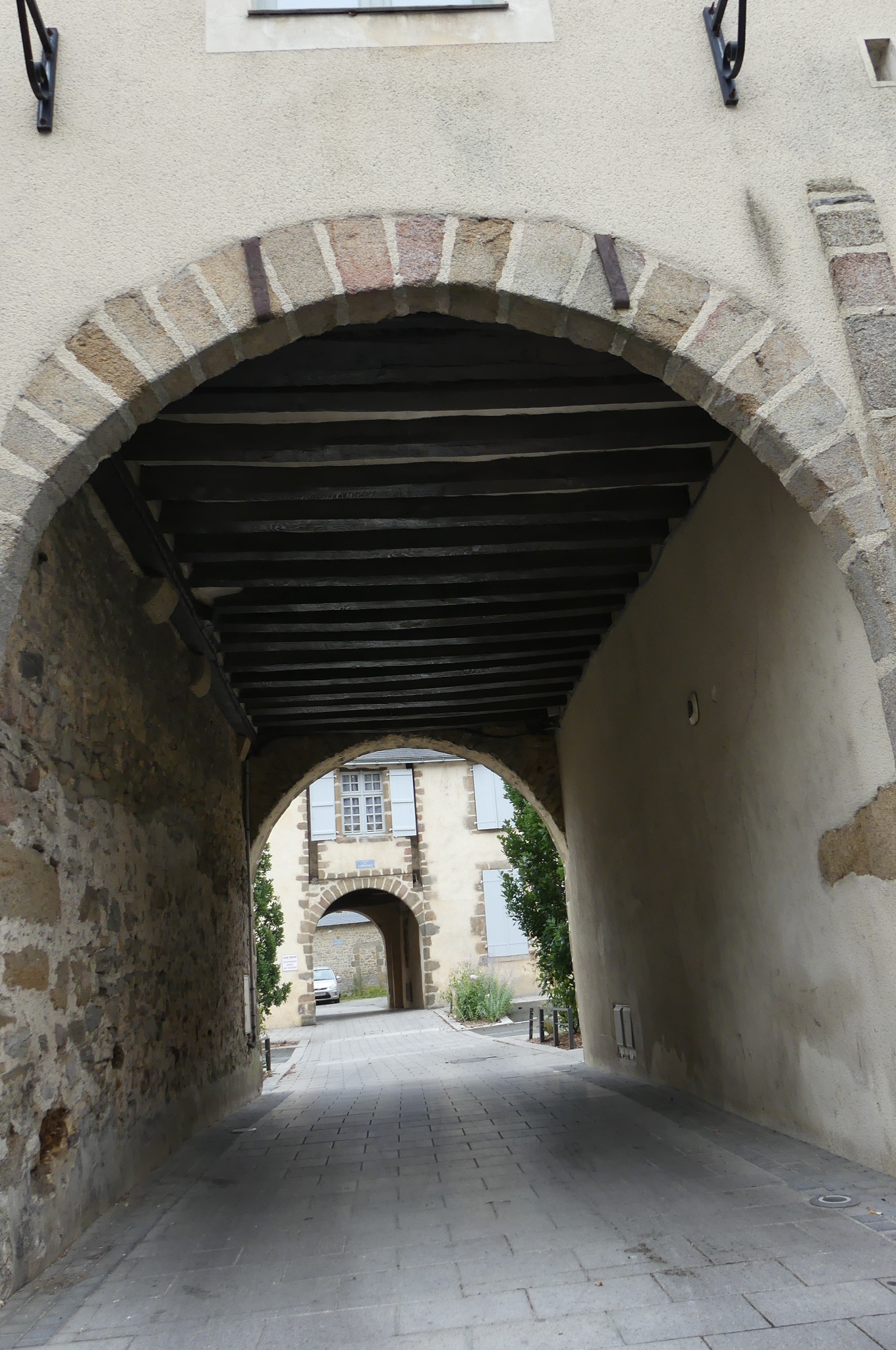
Porche de la deuxième enceinte face au pont-levis du logis abbatial.
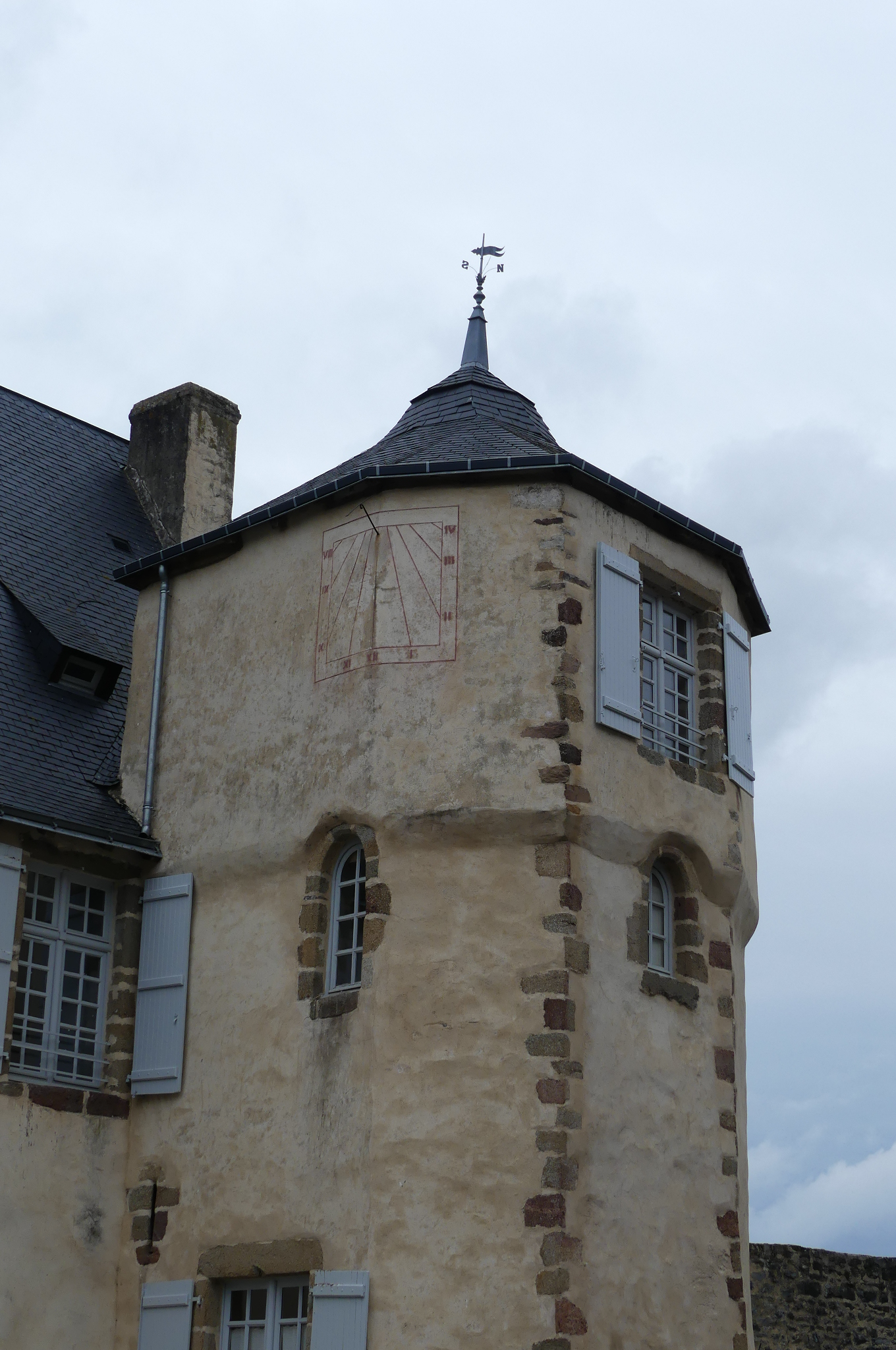
Tour du logis abbatial Renaissance, meurtrières et cadran solaire.